# Шинкель, Карл Фридрих
Карл Фри́дрих Ши́нкель (нем. Karl Friedrich Schinkel; 13 марта 1781, Нойруппин, Бранденбург — 9 октября 1841, Берлин) — немецкий архитектор, живописец, рисовальщик, театральный художник. Считается лидером «романтического историзма» в немецком зодчестве: работал в стилях неоготики, неоренессанса, был главным представителем архитектурного стиля «прусского эллинизма». Творчество Шинкеля оказало глубокое влияние на официальную архитектуру и все виды искусства того времени; в результате чего сдержанный классический стиль преобладал в искусстве Прусского королевства до середины XIX века.

## Биография

Ф. Л. Катель. Шинкель в Неаполе. 1824. Холст, масло. Старая национальная галерея, Берлин

Карл Фридрих Шинкель родился в семье архидиакона (нем. Archidiakon) лютеранской церкви. Когда ему было шесть лет, его отец погиб во время катастрофического пожара в Нойруппине 1787 года. Позднее Шинкель переехал в Берлин, где с 1799 года изучал архитектуру в проектной мастерской Давида Жилли Старшего и его сына Фридриха Давида Жилли (все трое стали друзьями), и в только что основанной (в 1799 году) Берлинской строительной академии (Bauakademie). Одновременно работал живописцем на Берлинской королевской фарфоровой мануфактуре. В 1803—1805 и в 1820-х годах путешествовал по Италии, позднее был во Франции, в 1826 году — в Англии.
Вернувшись в Берлин из своей первой поездки в Италию, Карл Фридрих стал зарабатывать на жизнь живописью, писал пейзажи, исторические сцены, создал немало ландшафтных диорам и панорам. Увлекался музыкой, изучал немецкое средневековое искусство. Когда он увидел картину Каспара Давида Фридриха «Странник над морем тумана» (первый вариант) на художественной выставке в Берлине 1810 года, он решил, что никогда не достигнет такого мастерства в живописи, и обратился к графике и архитектуре. В 1811 году освоил технику литографии. Работая для Берлинской оперы, в 1816 году Шинкель создал декорационный фон «Зала звёзд» во дворце «Царицы ночи» для постановки оперы Вольфганга Амадея Моцарта «Волшебная флейта». Эта работа Шинкеля воспроизводилась в течение многих лет. Он также создавал оформление мизансцен и для других постановок («Ундина», «Фауст», Музей Шинкеля, Берлин).
В 1810 году по предложению Вильгельма фон Гумбольдта Шинкеля назначили асессором Прусской строительной депутации. Он вошёл в состав Главной комиссии по делам строительства. В 1811 году стал членом Берлинской академии архитектуры, в 1838 году стал главным архитектором королевской семьи. В качестве главы департамента работ Прусского государства и архитектора королевской семьи он проектировал главные берлинские постройки того времени. На этой должности он отвечал не только за преобразование города Берлина в представительную столицу Пруссии, но также курировал проекты на расширенных прусских территориях от Рейнской области на западе до поселения Альтштадт (Кёнигсберг) на востоке. Его деятельность в сфере архитектуры и строительства привела к возникновению «школы Шинкеля» (нем. Schinkelschule), из которой вышли его последователи Людвиг Персиус и Август Фридрих Штюлер.
Умер Шинкель в Берлине в 1841 году, где и был похоронен. Берлинцы чтят память своего выдающегося архитектора и живописца. В построенной им неоготической Фридрихсвердерской церкви в центре Берлина (Friedrichswerdersche Kirche, 1824—1831) после реставрации в 1987 году был открыт музей К. Ф. Шинкеля.

## Творчество
Под влиянием живописца, лидера дрезденских романтиков Каспара Давида Фридриха принципы классицизма сочетались в картинах и рисунках Шинкеля с романтическими веяниями; историко-античная тема перемежалась с национально-средневековыми мотивами. Среди типичных картин Шинкеля раннего периода — «Собор над городом» (1813), «Готический собор и средневековый город на реке» (1815), «Триумфальная арка» (1817), «Взгляд на Грецию цветущей поры» (1825).
В 1808—1817 годах Шинкель восстанавливал старинные аббатства, реставрировал и реконструировал замок Замок Розенау (нем. Schloss Rosenau — «Край роз») в Баварии. В 1810 году Шинкель создал проект Мавзолея королевы Луизы Прусской для берлинского парка Шарлоттенбург в романтическом неоготическом стиле. Однако реализован был «неогреческий проект» с фасадом в виде дорического храма. В 1818—1821 годах в Кройцберге (район Берлина) в память о воинах прусской армии, погибших в освободительных войнах против Наполеона с 1813 по 1815 год по проекту Шинкеля был возведён «Национальный памятник освободительных войн»: монумент в виде огромных размеров готической дарохранительницы в древнегерманском стиле, или «альтдойч» (нем. Altdeutsch), увенчанной Железным крестом. Примечательно, что вначале архитектор предложил создание «Национального готического собора».
В 1830—1837 годах по проекту Шинкеля в центре города Потсдама построили Церковь Св. Николая с огромным «римским куполом» (возведён позднее) — эклектичное, но характерное для немецкого классицизма XIX века сооружение. В 1835—1849 годах по проекту Шинкеля при участии Людвига Персиуса и Иоганна Генриха Штрака поблизости от Потсдама построен Замок Бабельсберг, как считается, в стиле английской готики.

Собор над городом. 1813. Холст, масло. Старая национальная галерея, Берлин
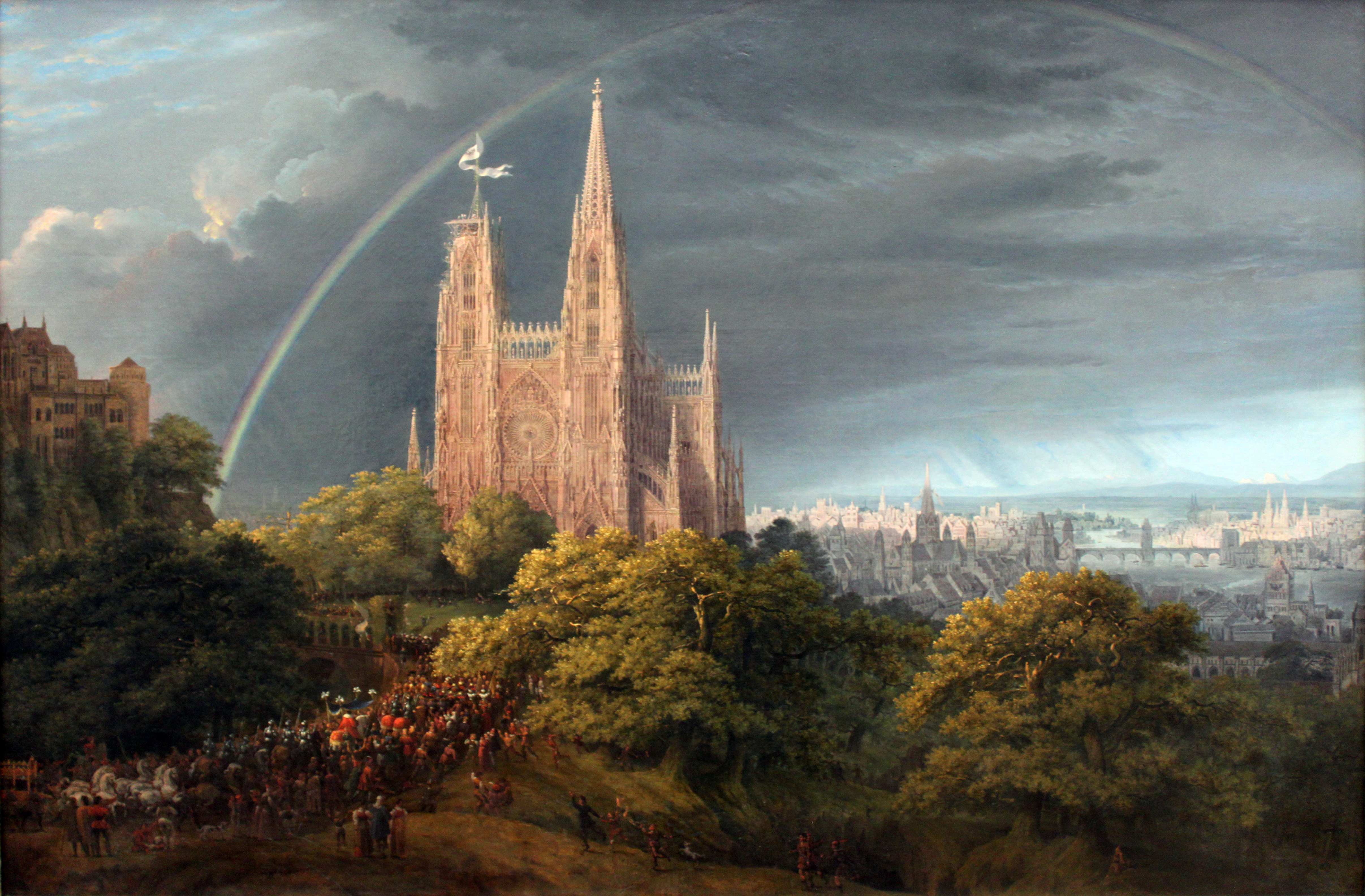
Готический собор и средневековый город на реке. 1815. Холст, масло. Старая национальная галерея, Берлин
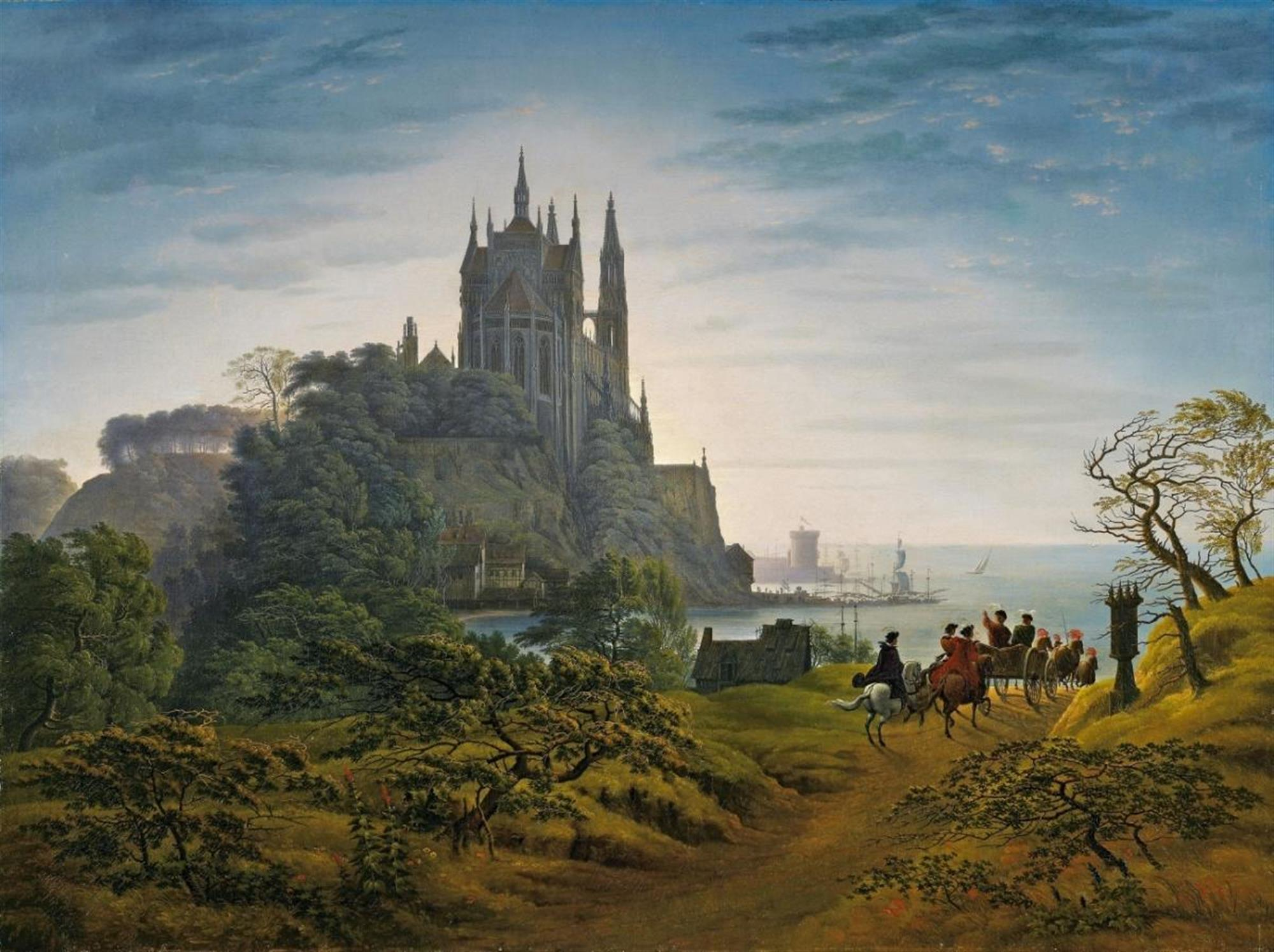
Готическая церковь на скале у моря. Ок. 1820. Холст, масло. Частное собрание
Звездный зал Царицы ночи. Эскиз декорации к постановке «Волшебной флейты» Моцарта. 1816. Бумага, гуашь. Гравюрный кабинет, Берлин
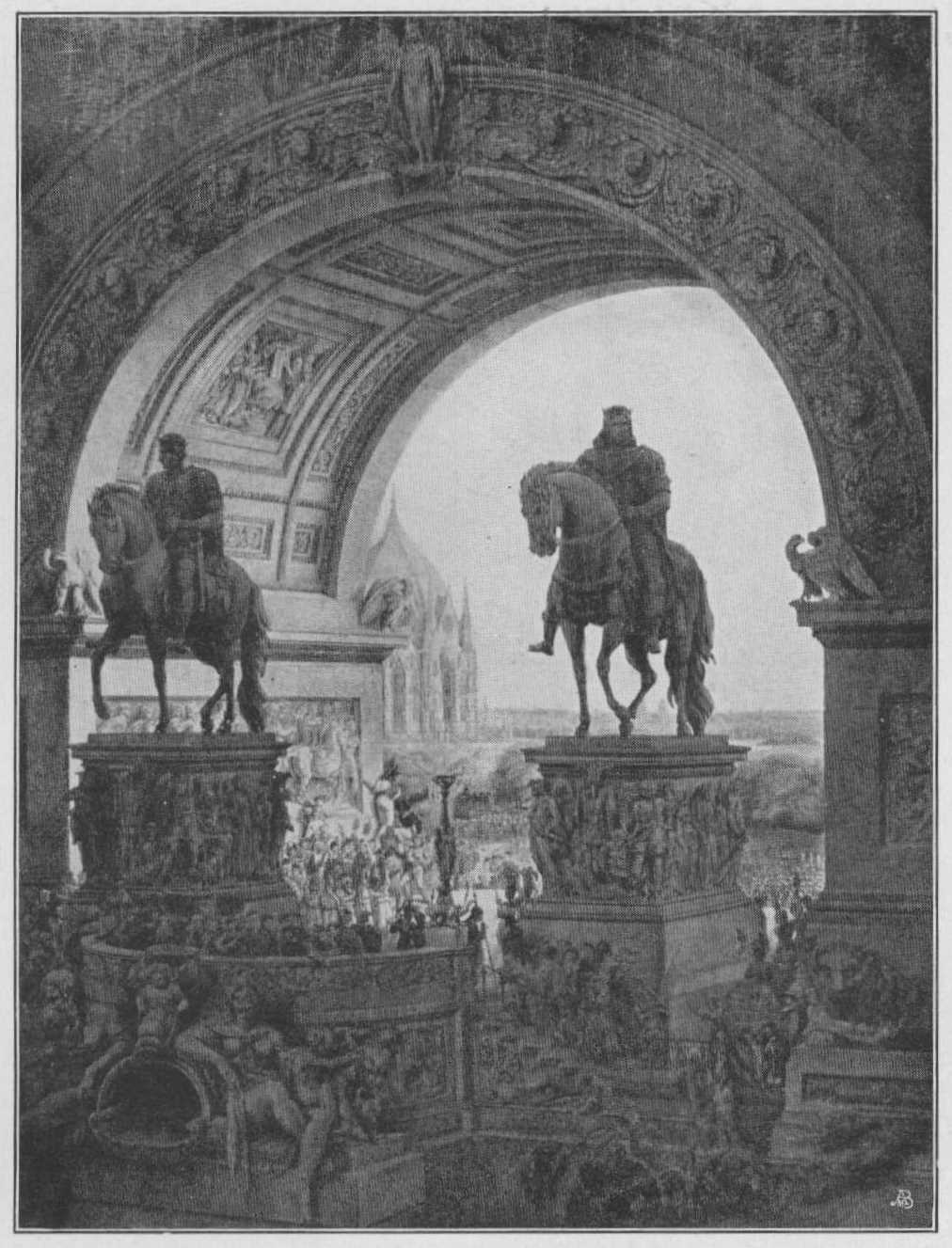
Триумфальная арка со статуями всадников. 1817. Дерево, масло. Королевский замок, Берлин
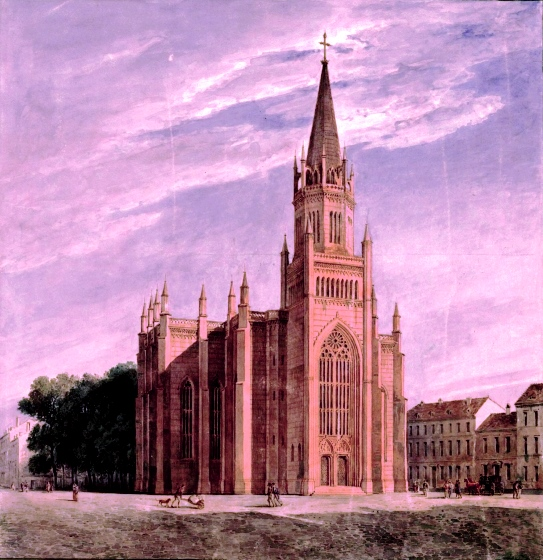
Альтштадтская кирха в Кёнигсберге
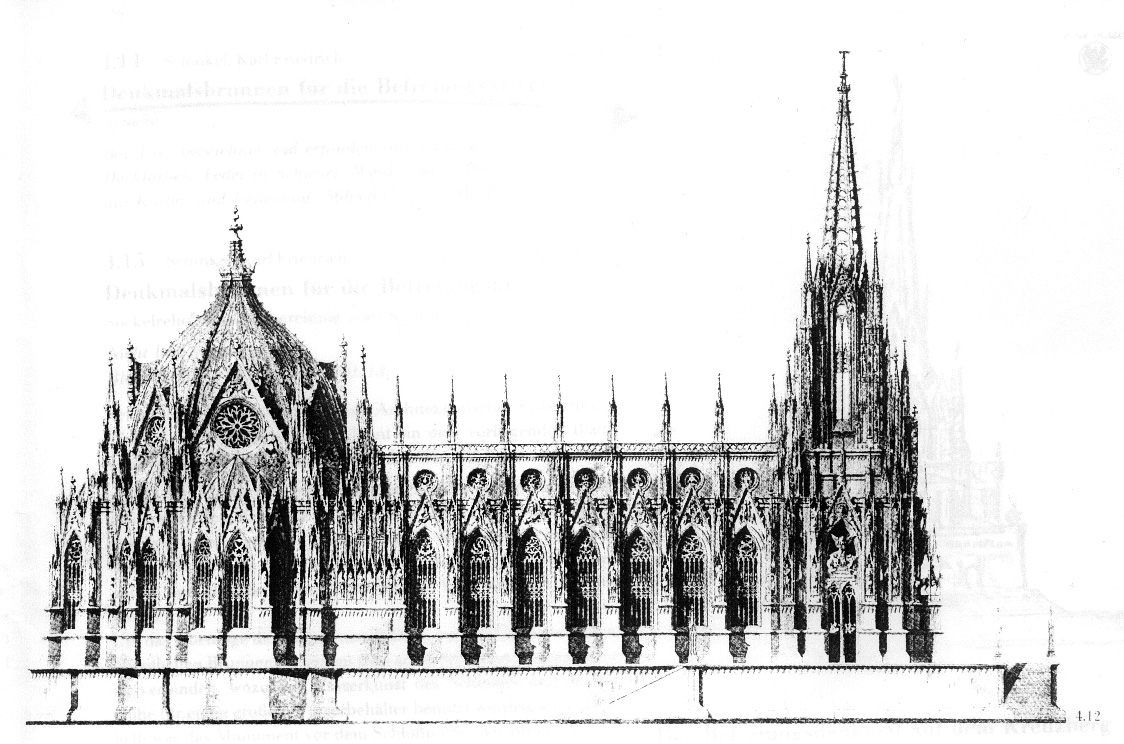
Проект Национального готического собора. 1815
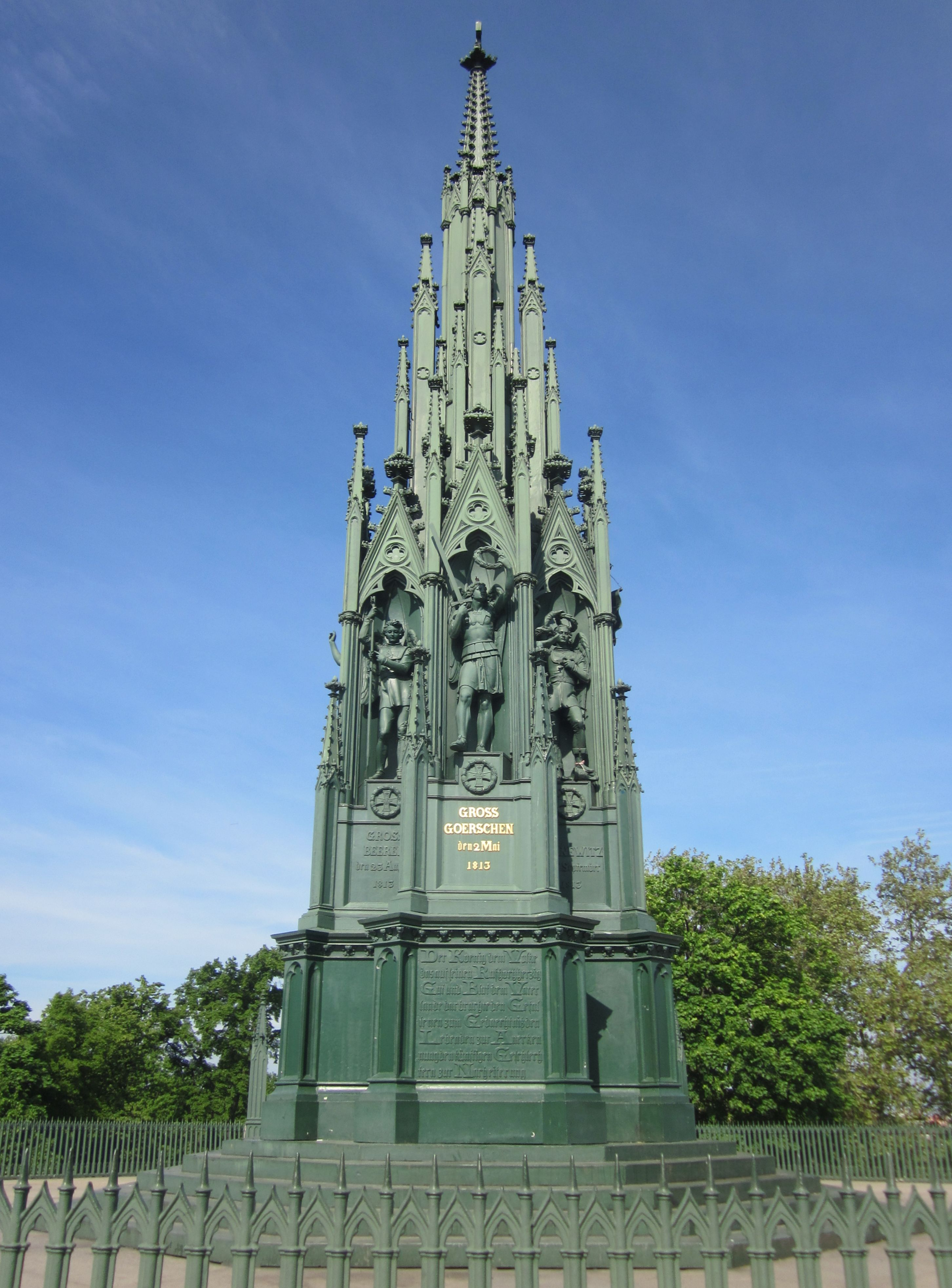
Национальный памятник освободительных войн. 1818-1821. Кройцберг, Берлин
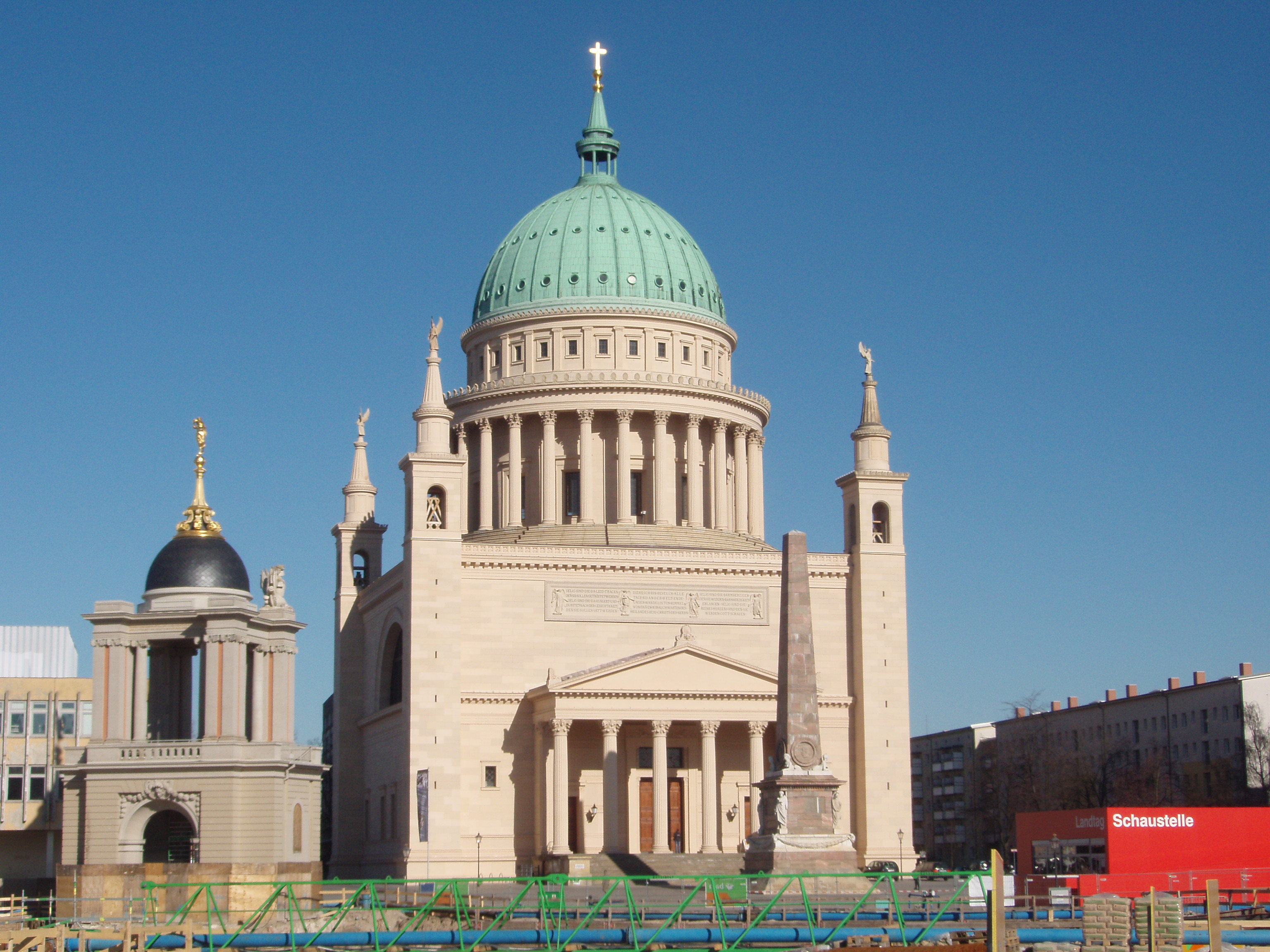
Церковь Св. Николая в Потсдаме. 1830—1837
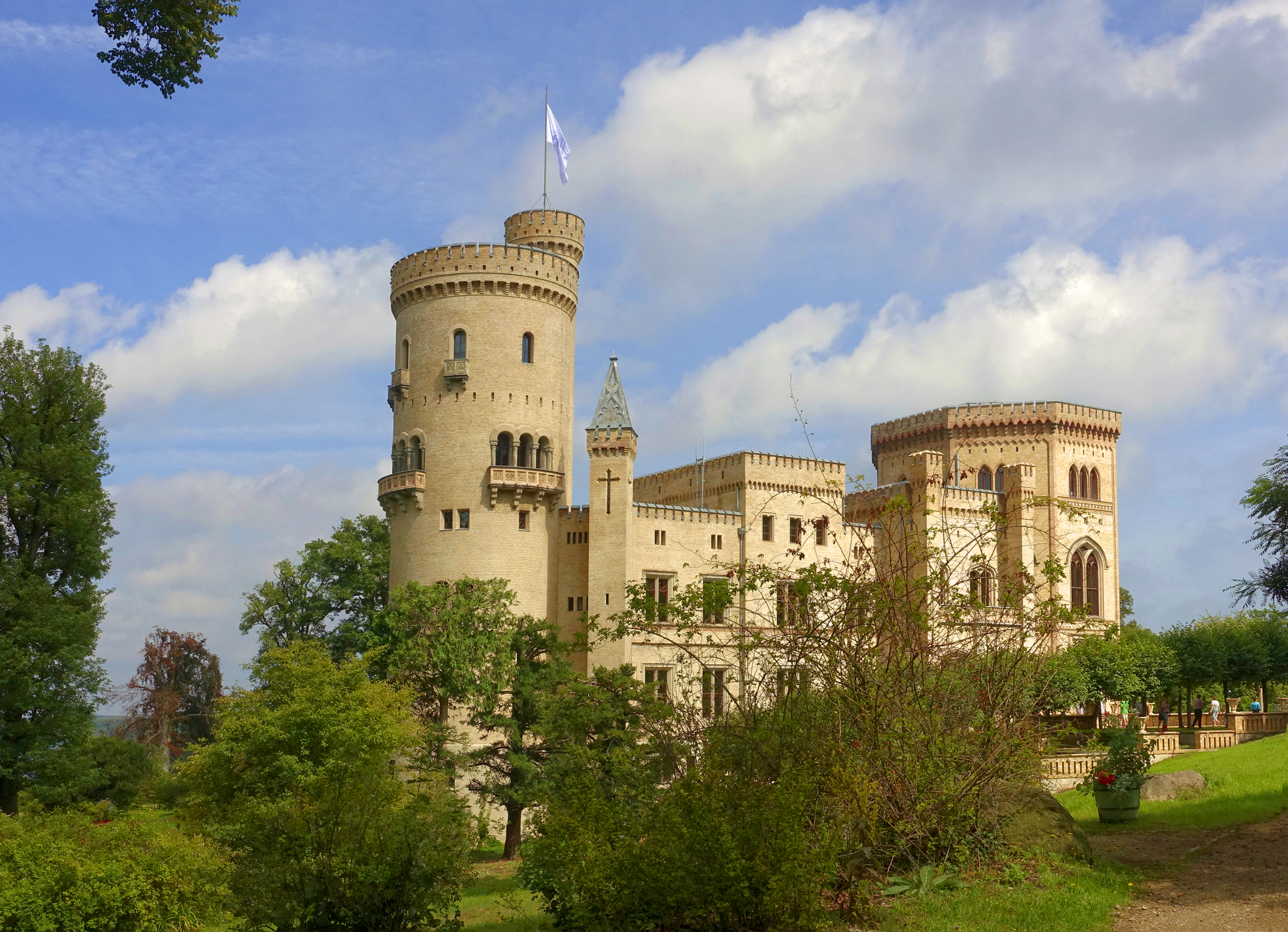
Замок Бабельсберг. Потсдам. 1835—1849

Стиль прусского эллинизма
После поражения Наполеона в «Битве народов» под Лейпцигом в 1813 году выросшая из небольшого княжества в крупное государство, Пруссия, один из главных членов антинаполеоновской коалиции, стала великой державой. Немецкое романтическое движение в тот период переживало подъём, особенно в поэзии и философии. Среди ведущих литераторов выделялись Иоганн Вольфган фон Гёте и Фридрих Шиллер, которые проводили прямую связь между немецким национальным романтизмом и идеалами античной Греции.
Историко-региональный стиль искусства Прусского королевства, главным образом архитектуры и скульптуры, начала XIX века, сложившийся под воздействием общеевропейского национально-романтического движения, получил название «прусского эллинизма» (нем. Preußischer Hellenismus). Название, по одной из версий, придумал прусский король Фридрих II, по другой — архитектор Шинкель. Смысл заключался в том, чтобы противопоставить наполеоновскому ампиру побеждённой Франции собственный национальный стиль. «Если в первом случае за основу были взяты художественные формы императорского Рима, то во втором — демократических Афин. Парадокс заключался лишь в том, что в условиях прусской военной диктатуры Фридриха Вильгельма новый прусский стиль регламентировался не менее жёстко, чем ампир Наполеона Бонапарта».
В 1814 году Фридрих Вильгельм назначил К. Ф. Шинкеля главным архитектором «Берлинского Триумфа», посвящённого возвращению прусских армий из Парижа. Войска следовали через Потсдам и проходили под Бранденбургскими воротами, построенными архитектором К. Г. Ланггансом не по образцу древнеримской триумфальной арки, а наподобие пропилей Афинского акрополя. Ворота были построены раньше, в 1789—1791 годах, но органично вписались в новую символико-политическую концепцию. Мотив жезла, соединившего изображение прусского креста и римского орла, который держит богиня Виктория на колеснице аттика Бранденбургских ворот, работа скульптора И. Г. Шадова, также выражает торжество прусского оружия. Он повторяется на многих берлинских постройках того времени.
В 1818 году пожар уничтожил Шаушпильхаус (Schauspielhaus), здание Драматического театра, спроектированное К. Г. Ланггансом, и Шинкелю было поручено спроектировать новое здание, которое было завершено три года спустя. «Эта первая значительная архитектурная работа уже показывает предпочтение, отдаваемое греческой архитектуре перед римской, а также демонстрирует, как Пруссия дистанцируется от французского неоклассицизма». По словам Шинкеля: «Настоящий государственный деятель всегда должен помнить об идеале древности».
В Берлине постройки Шинкеля следовали одна за другой и пейзаж прусской столицы стремительно менялся. Романтику этого времени отражают многочисленные гравюры и акварели с видами города (городские ведуты входили в моду), а также росписи тарелок, чаш и плакеток с видами новых берлинских построек Шинкеля производства Берлинской фарфоровой мануфактуры. По словам И. Г. фон Шадова, в Берлине в то время «каждое произведение искусства трактовали как портрет или слепок».
К. Ф. Шинкель вместе с Лео фон Кленце работал непосредственно в Афинах (Греция получила независимость после освобождения от турецкого владычества и первым греческим королём в 1832 году стал баварский принц Оттон). Шинкель спроектировал церемониальный зал Королевского дворца на Афинском акрополе в том же «греческом стиле» (1834).
Здание Нойе Вахе («Новой вахты», 1816—1818) на Унтер ден Линден в Берлине (караульное помещение королевской гвардии) превратилось в памятник павшим в Наполеоновских войнах (ранее внутри горел вечный огонь). Здание построено в форме древнегреческого храма с шестиколонным портиком греко-дорического ордера. В дополнение к портику архитектор усилил композицию мощными пилонами, напоминающими египетские, что придало небольшому по размеру зданию ещё большую монументальность. Похожее здание «Хауптвахты», также в неогреческом стиле, Шинкель построил в Дрездене (1830—1832).
Другие крупные работы Шинкеля в неогреческом стиле: Старый музей в Берлине (1823—1830), дворец Глинике (окончен в 1827 году). Здание Берлинской строительной академии (1831—1836) на основе металлических конструкций Шинкель построил в новом тогда стиле «неоренессанса» (здание было разрушено в 1945 году, восстановлено в 2000-х годах).

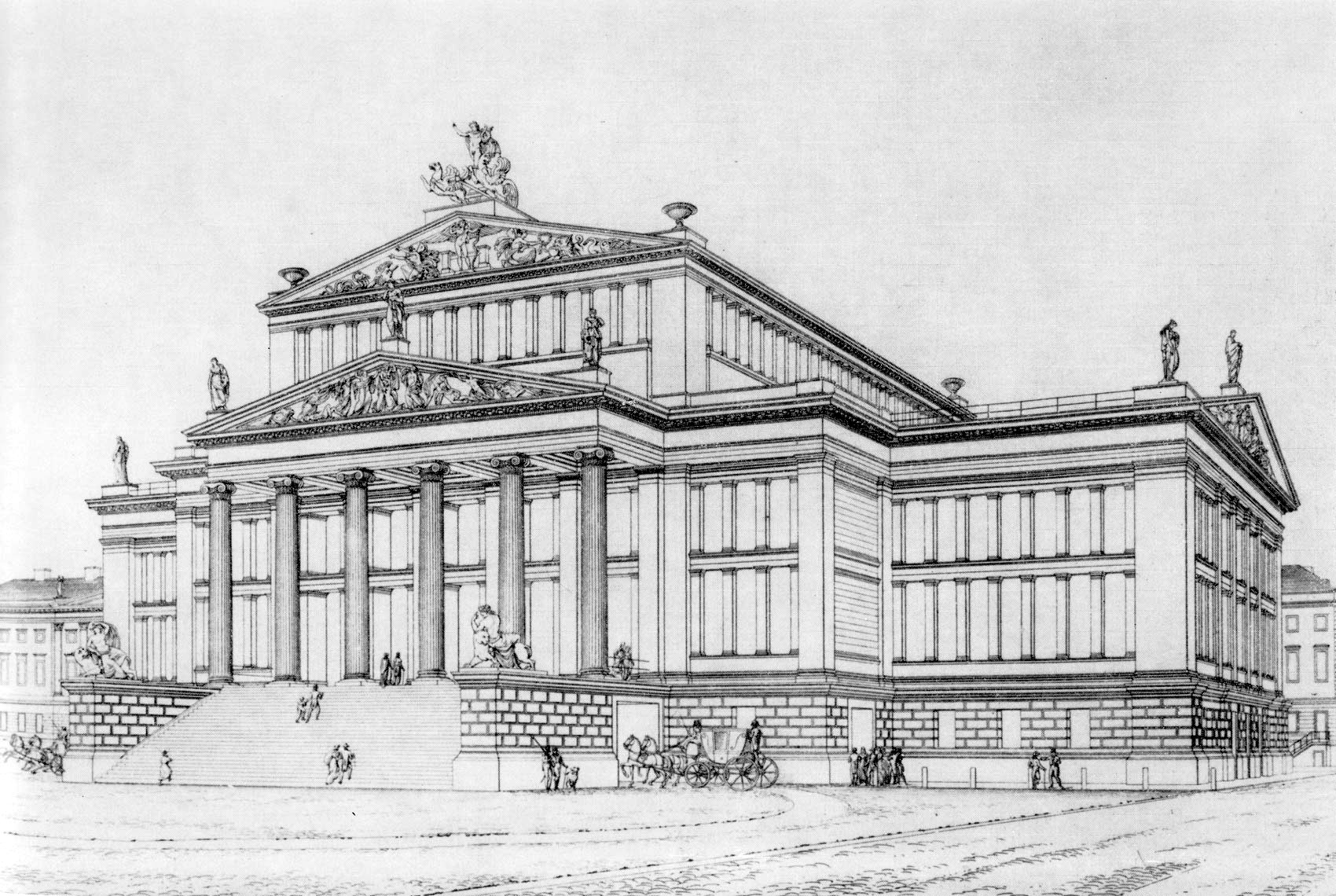
Проект Драматического театра в Берлине. Гравюра по рисунку Бергера. Ок. 1830
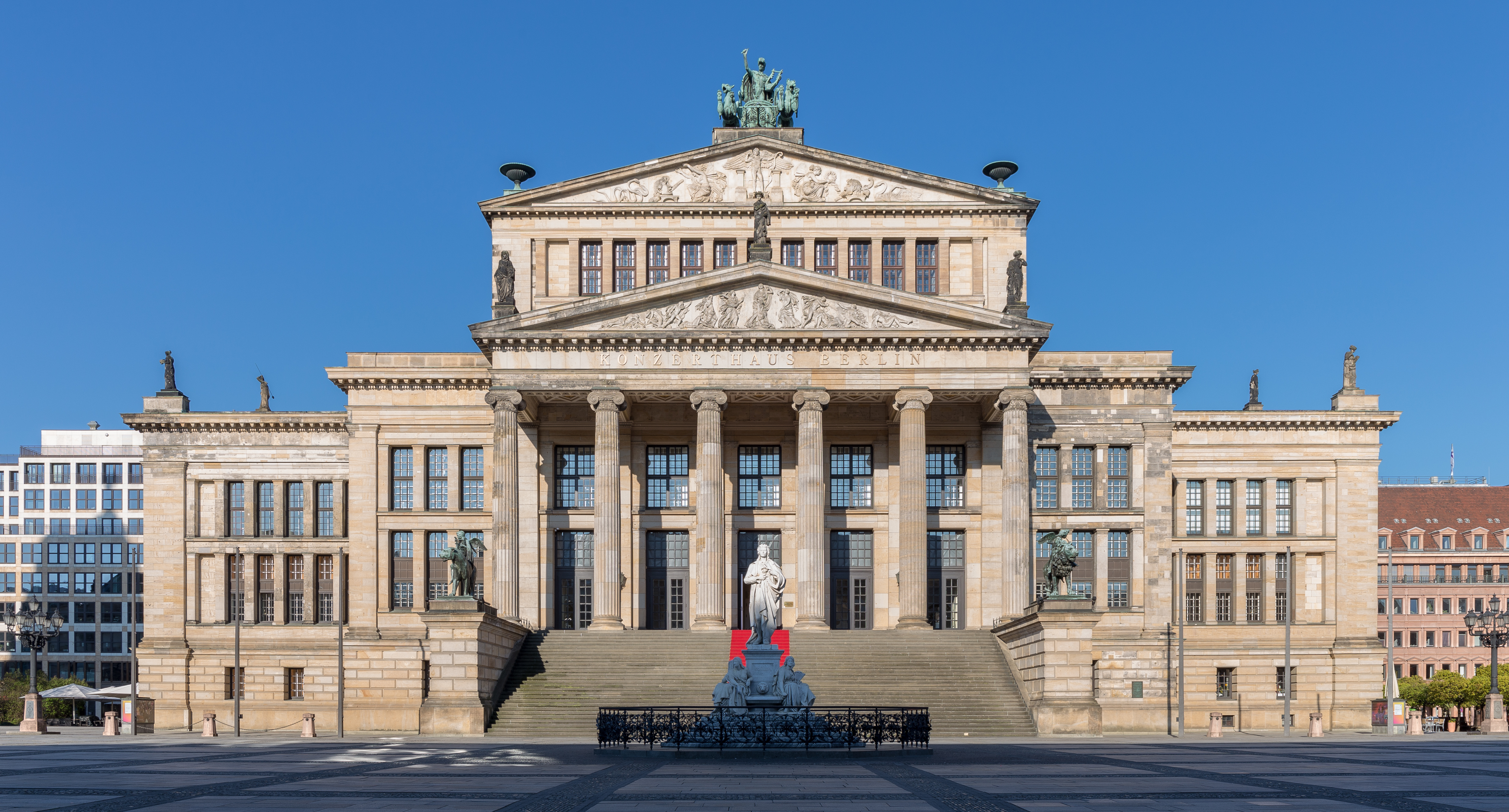
Здание Драматического театра (Концертхаус) в Берлине. 1821
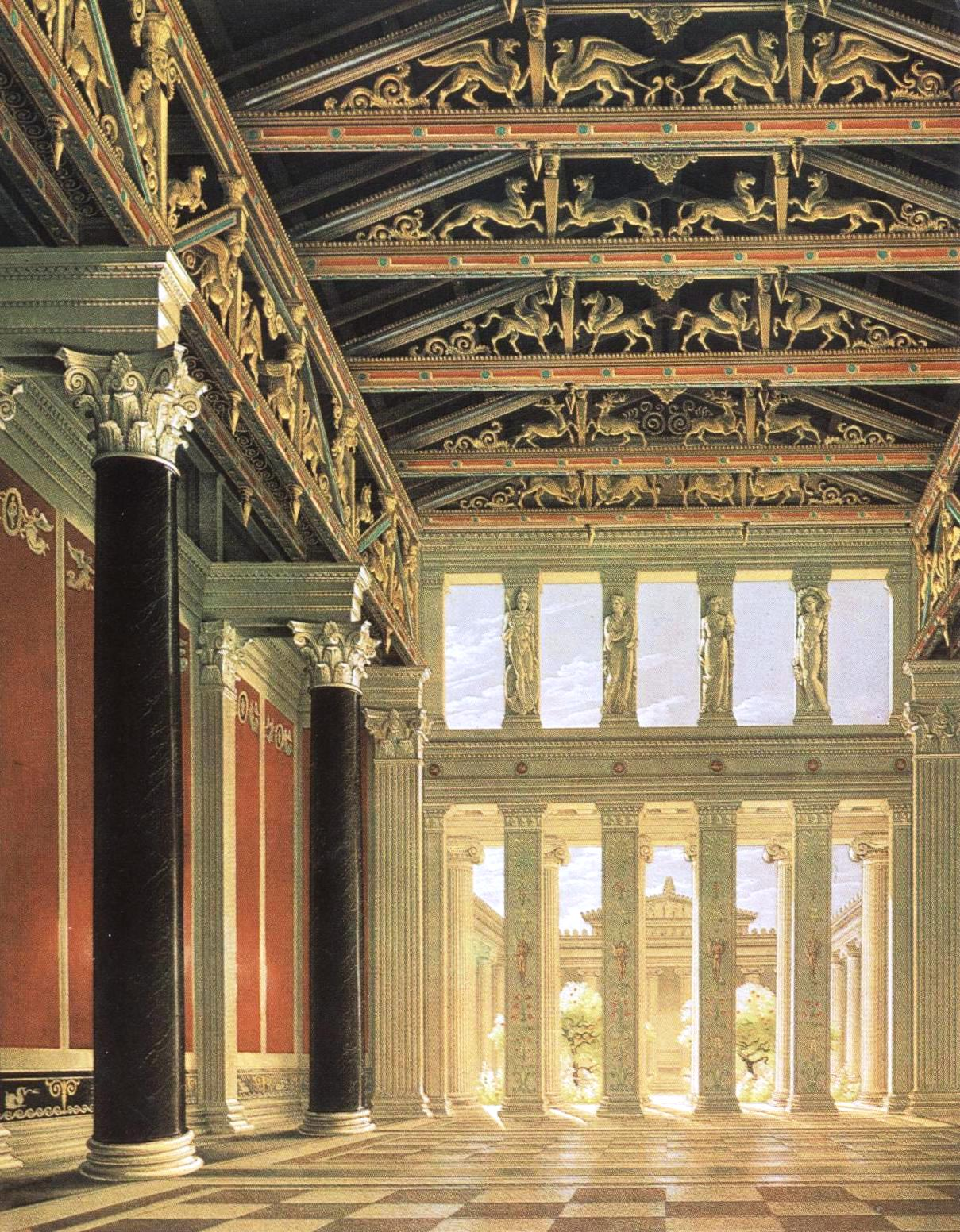
Церемониальный зал Королевского дворца на Афинском Акрополе. 1834. Акварель. Городской музей, Берлин
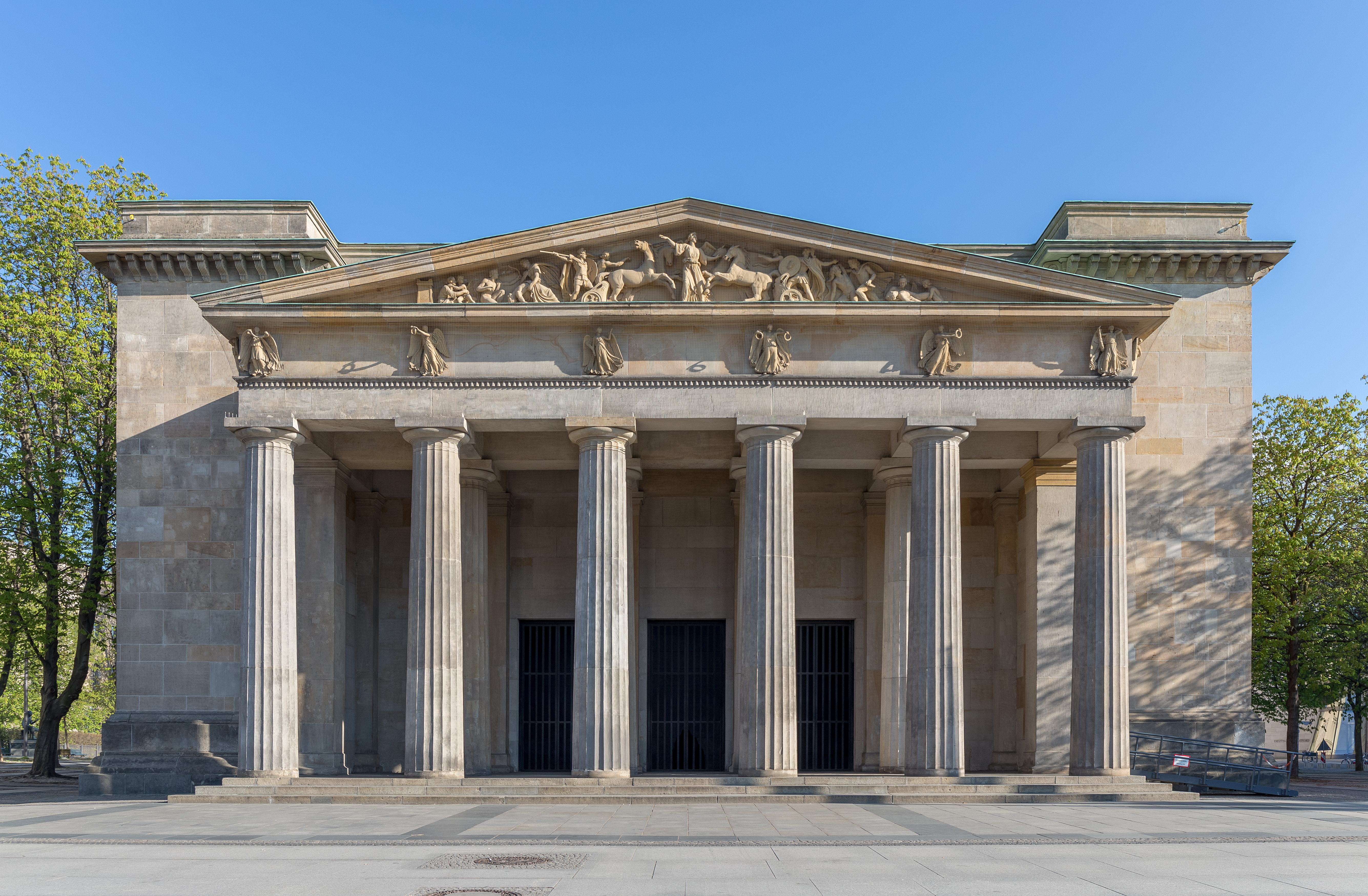
Нойе Вахе, Берлин. 1816—1818
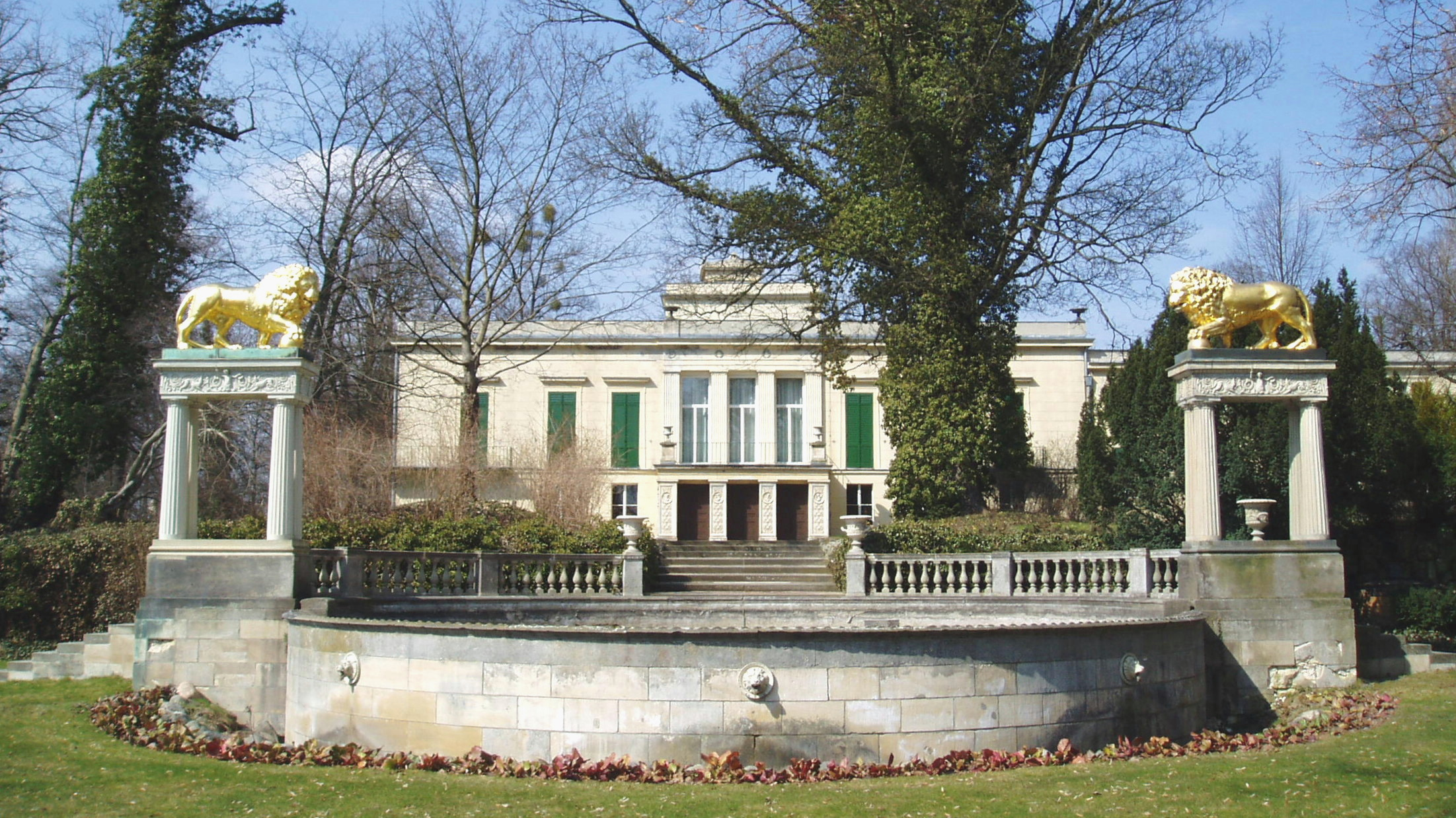
Дворец Глинике, Берлин
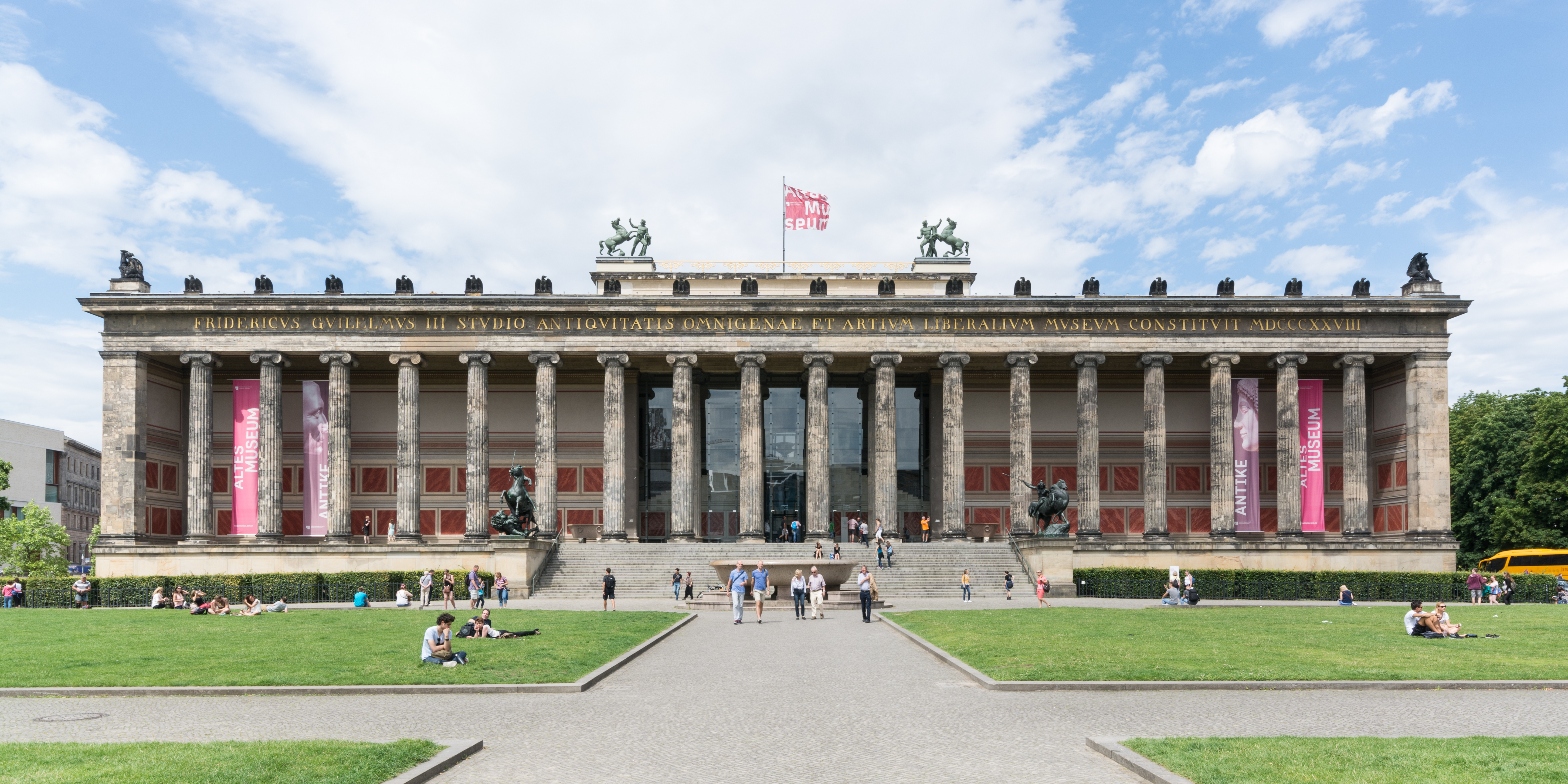
Старый музей, Берлин. 1823—1828
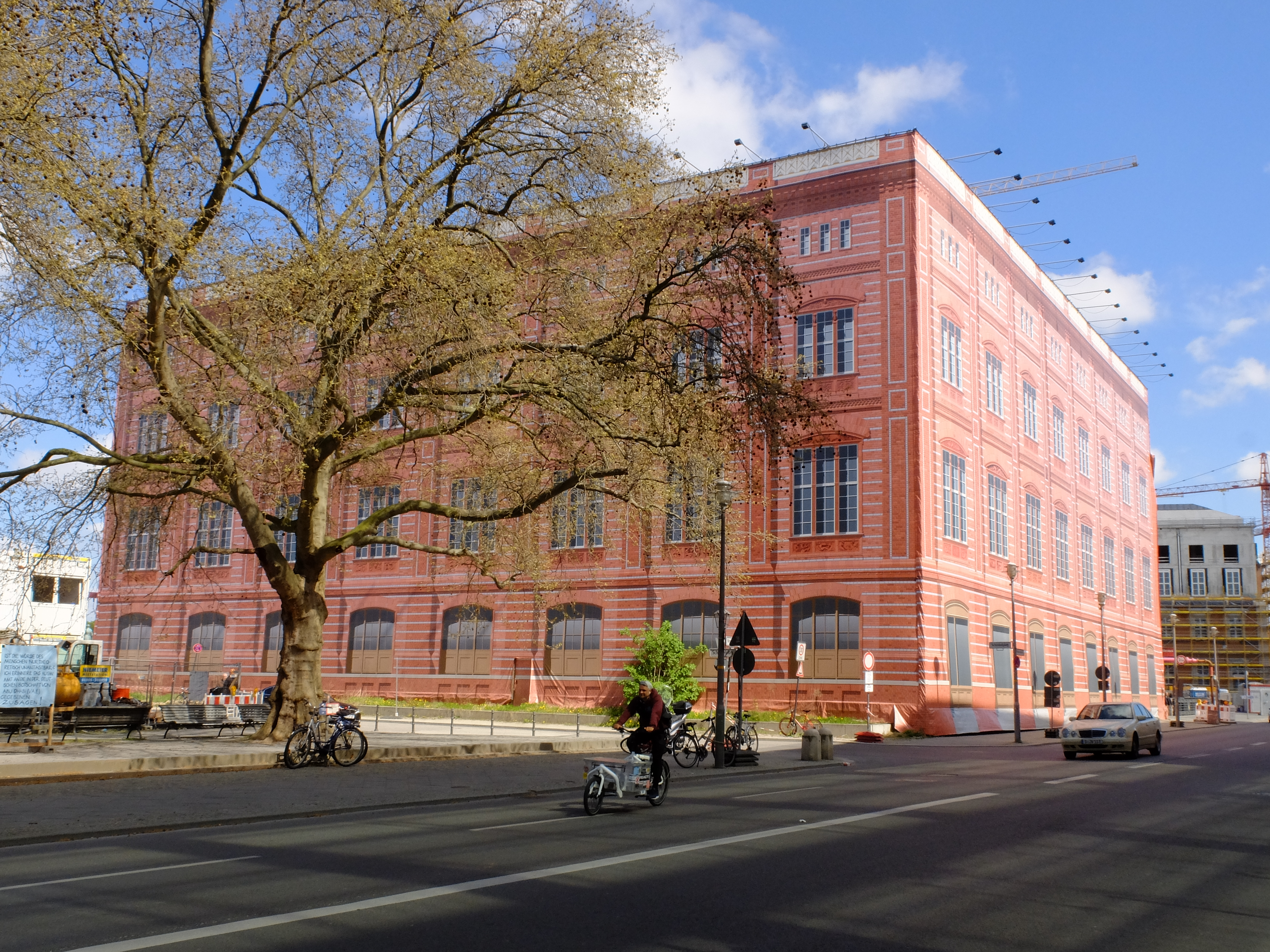
Здание Берлинской Строительной академии. 1831—1836. Воссоздание на стадии макета. 2012 г.

Карл Фридрих Шинкель успешно работал в области исторической стилизации «помпейских вилл», проектирования мебели и архитектуры малых форм. В Потсдаме, в парке Сан-Суси, к юго-западу от главного дворца в 1826—1829 годах Шинкель с помощью своего ученика Людвига Персиуса возвёл на старом фундаменте небольшой дворец по образцу древнеримских вилл, получивший название «Дворец Шарлоттенхоф» (нем. Schloss Charlottenhof, по имени Марии Шарлотты фон Генцков, супруги прежнего владельца, камергера дворцов Сан-Суси). Новый дворец стал летней резиденцией кронпринца Фридриха Вильгельма, с 1840 года короля Пруссии под именем Фридриха Вильгельма IV, который, как и его предшественник, был поклонником античности. Дворец с портиком римско-дорического ордера, расписанным изнутри, необычным западным фасадом со скульптурами оленей, секторальным прудом и садовыми перголами, представляет собой уникальный памятник, сравнимый только с Помпейским домом в Ашаффенбурге. Внутри имеется коллекция картин и мебели, созданной по рисункам Шинкеля.
В 1828—1840 годах Шинкель недалеко от Шарлоттенхофа построил ещё один комплекс в античном стиле: «Римские купальни» (нем. Die Römische Bäder), с уникальными интерьерами, воспроизводящими достаточно точно жилой дом древних Помпей, также со скульптурами, росписями и «помпейской» мебелью.
В парке дворца Шарлоттенбург в Берлине по проекту Шинкеля построен Новый павильон (1824—1825) в строгом классицистическом стиле в подражание неаполитанской вилле «Chiatamone» (второе, неофициальное, название: «Павильон Шинкеля» (Schinkel-Pavillon)). В Павильоне экспонируются картины, гравюры периода прусского эллинизма и уникальная мебель по проектам К. Ф. Шинкеля, в том числе ажурная, из чугуна, предназначенная для сада (нововведение тех лет).

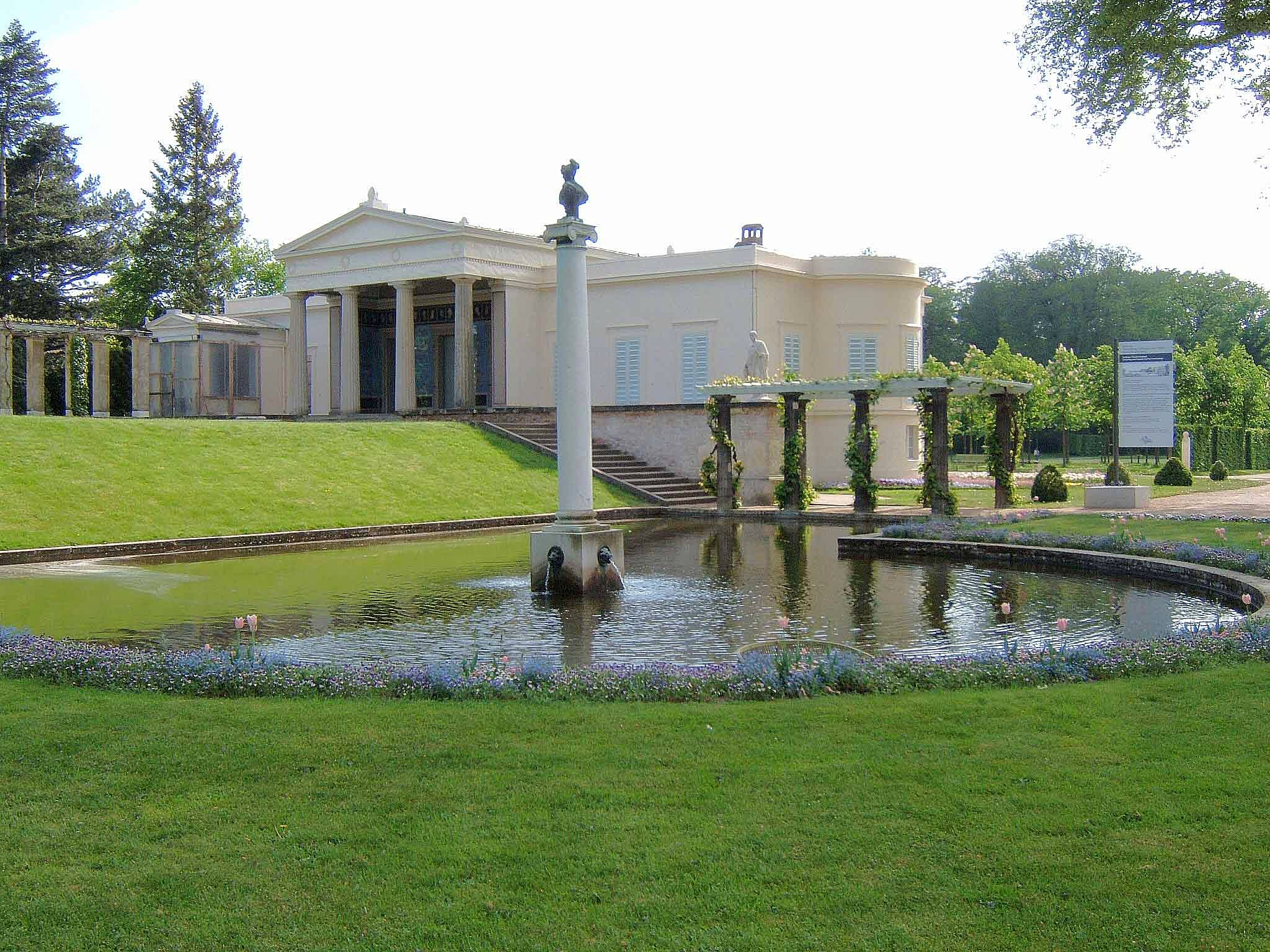
Дворец Шарлоттенхоф в парке Сан-Суси. 1826—1829
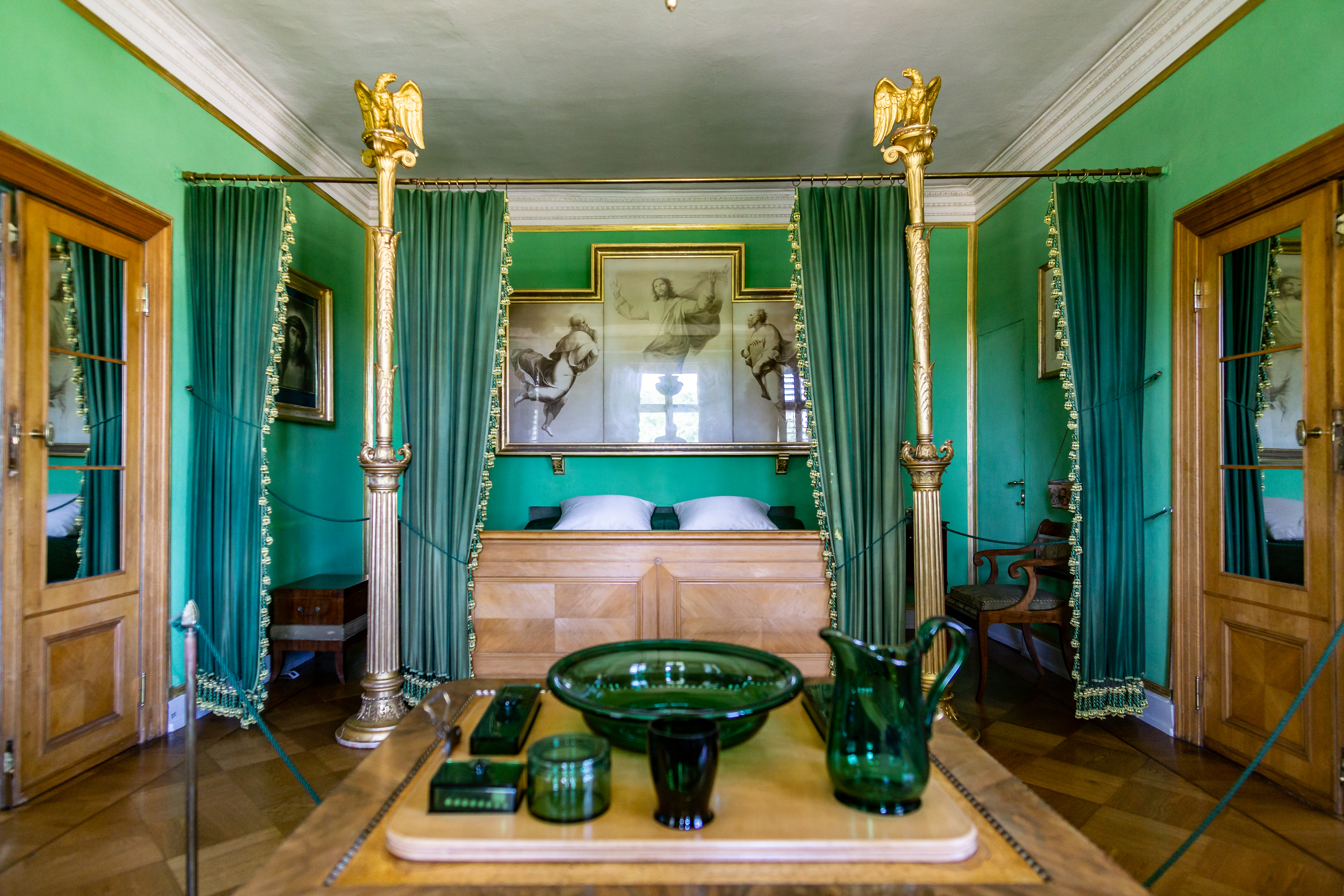
Дворец Шарлоттенхоф. Спальня
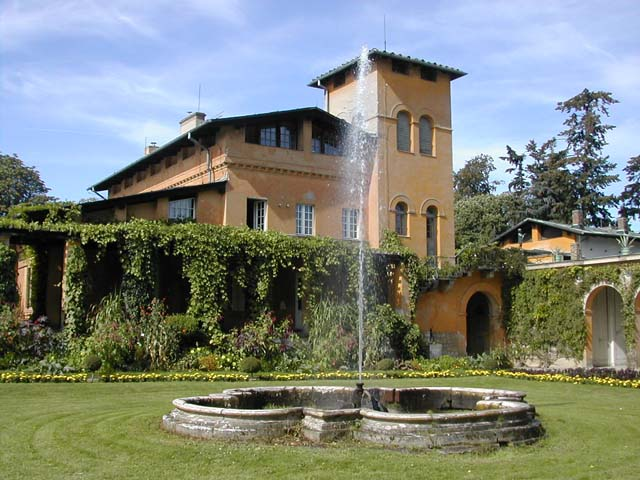
Римские купальни. Общий вид. 1828—1840
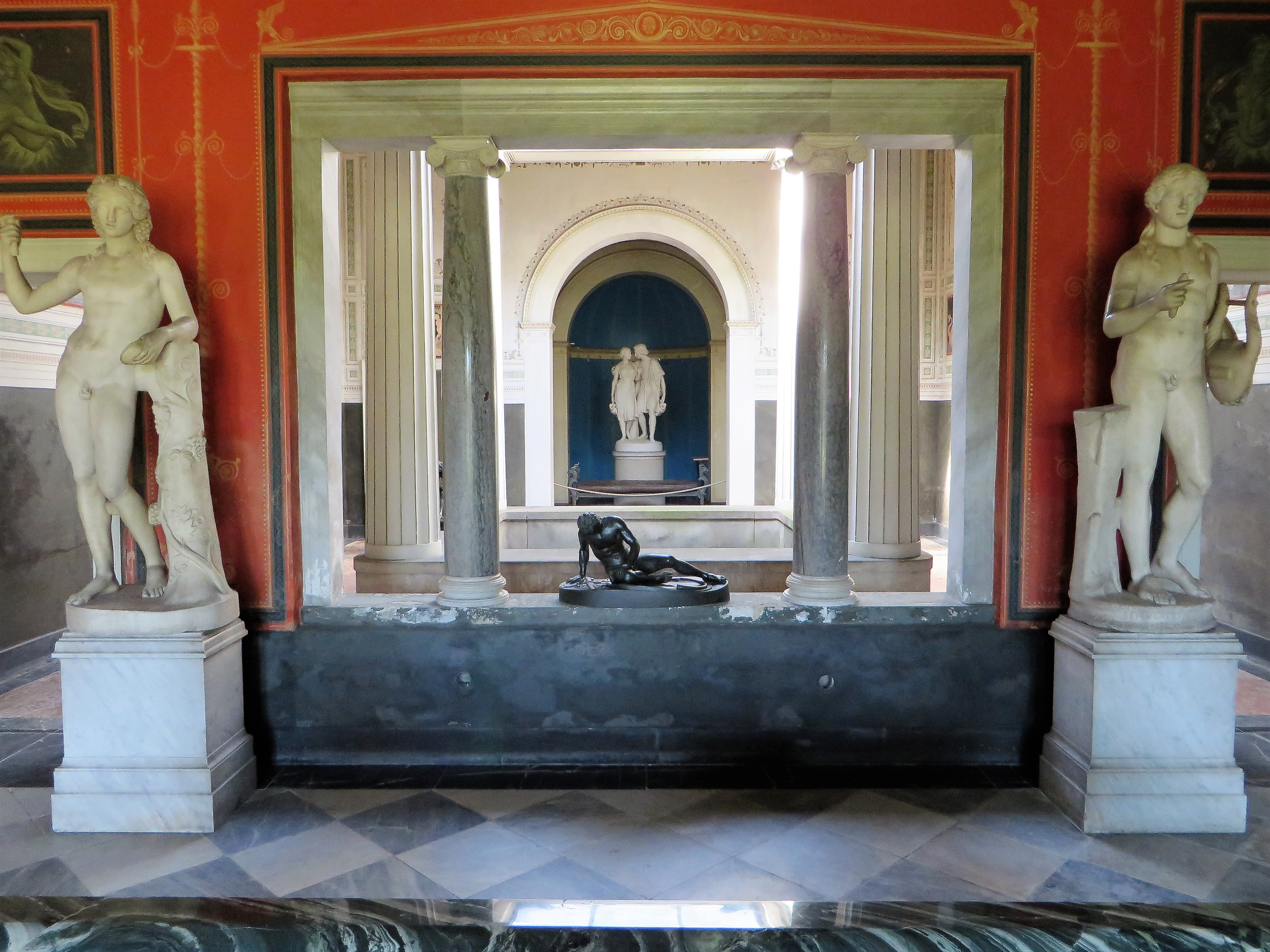
Римские купальни. Вид на аподитерий
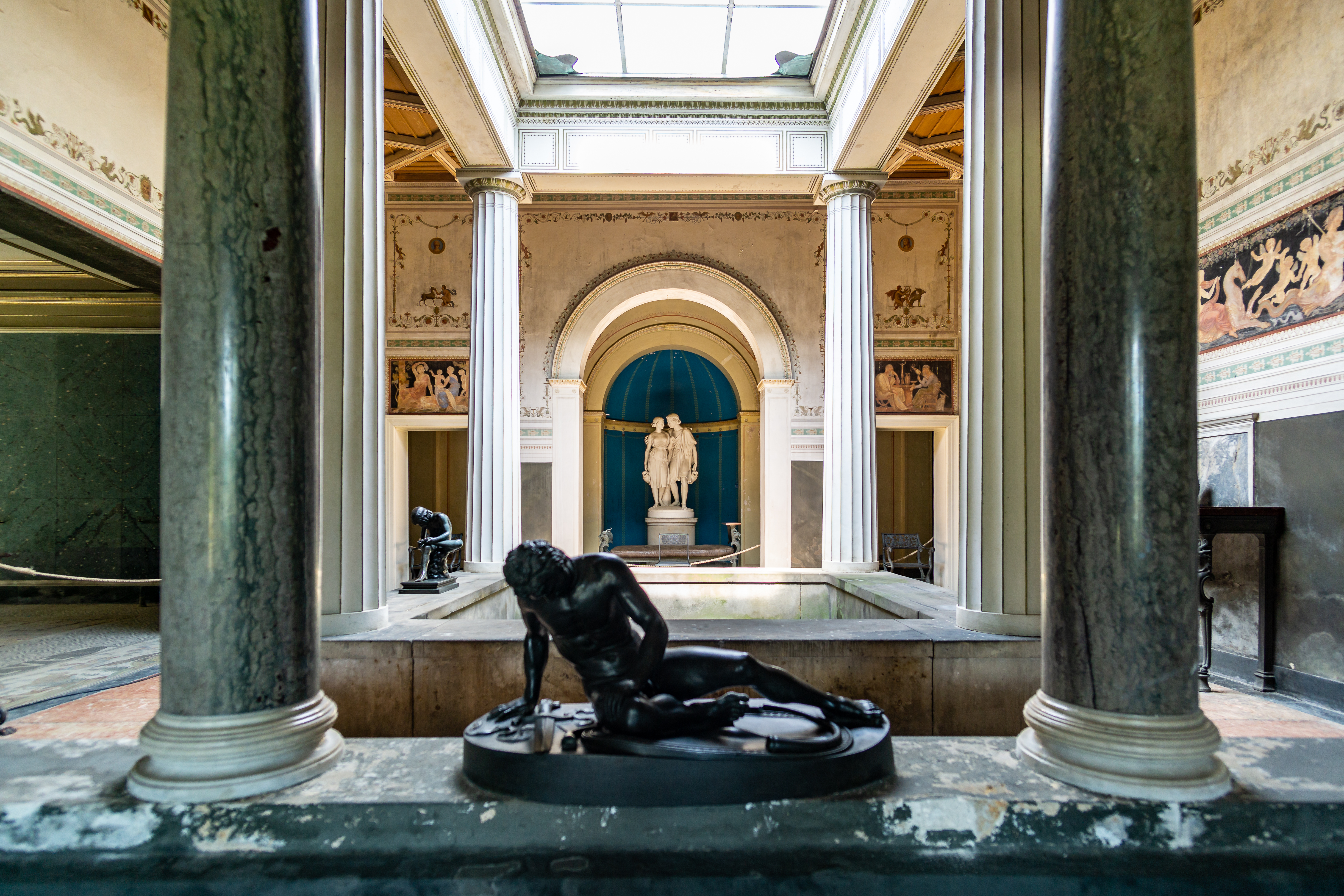
Атриум с имплювием
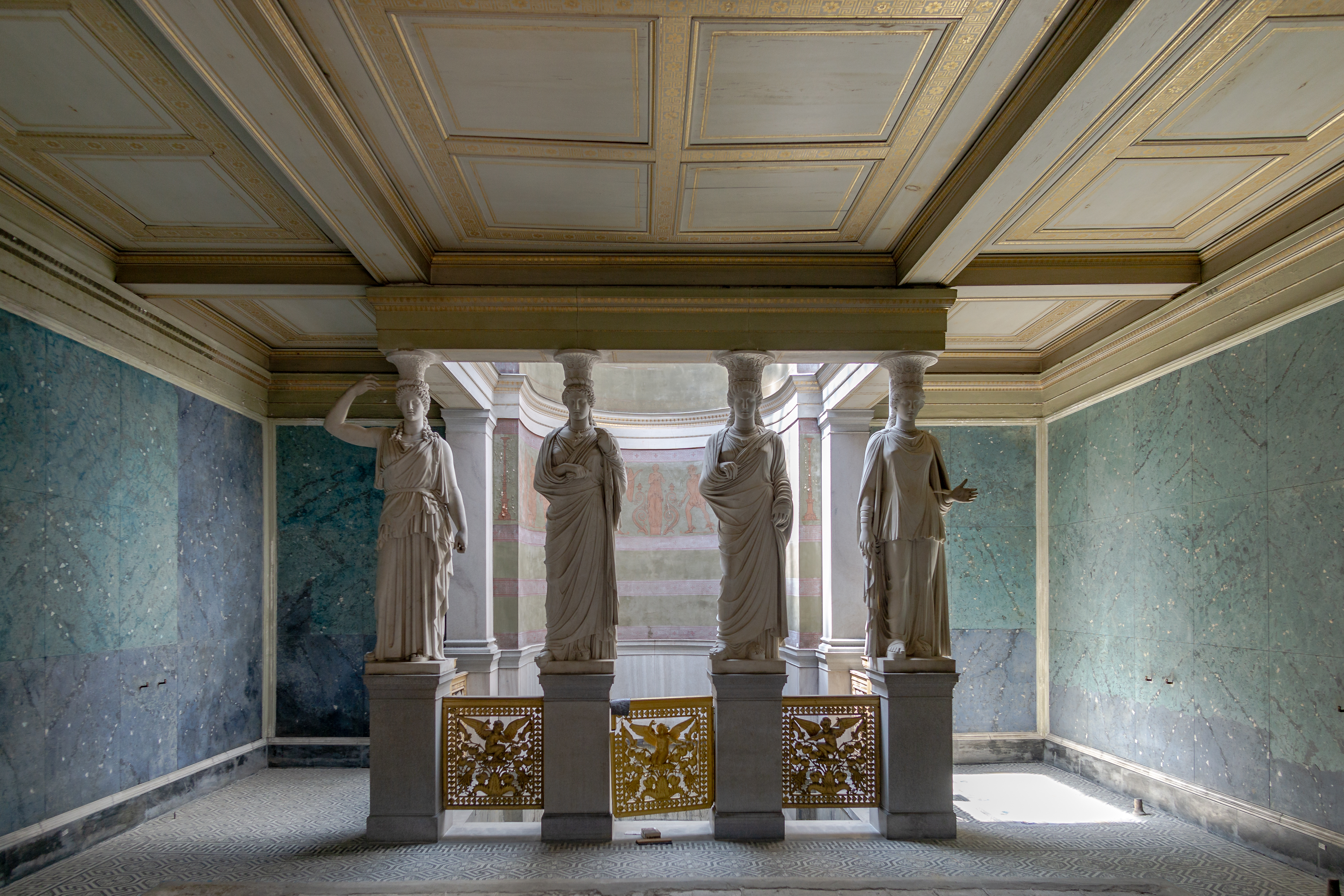
Кальдарий
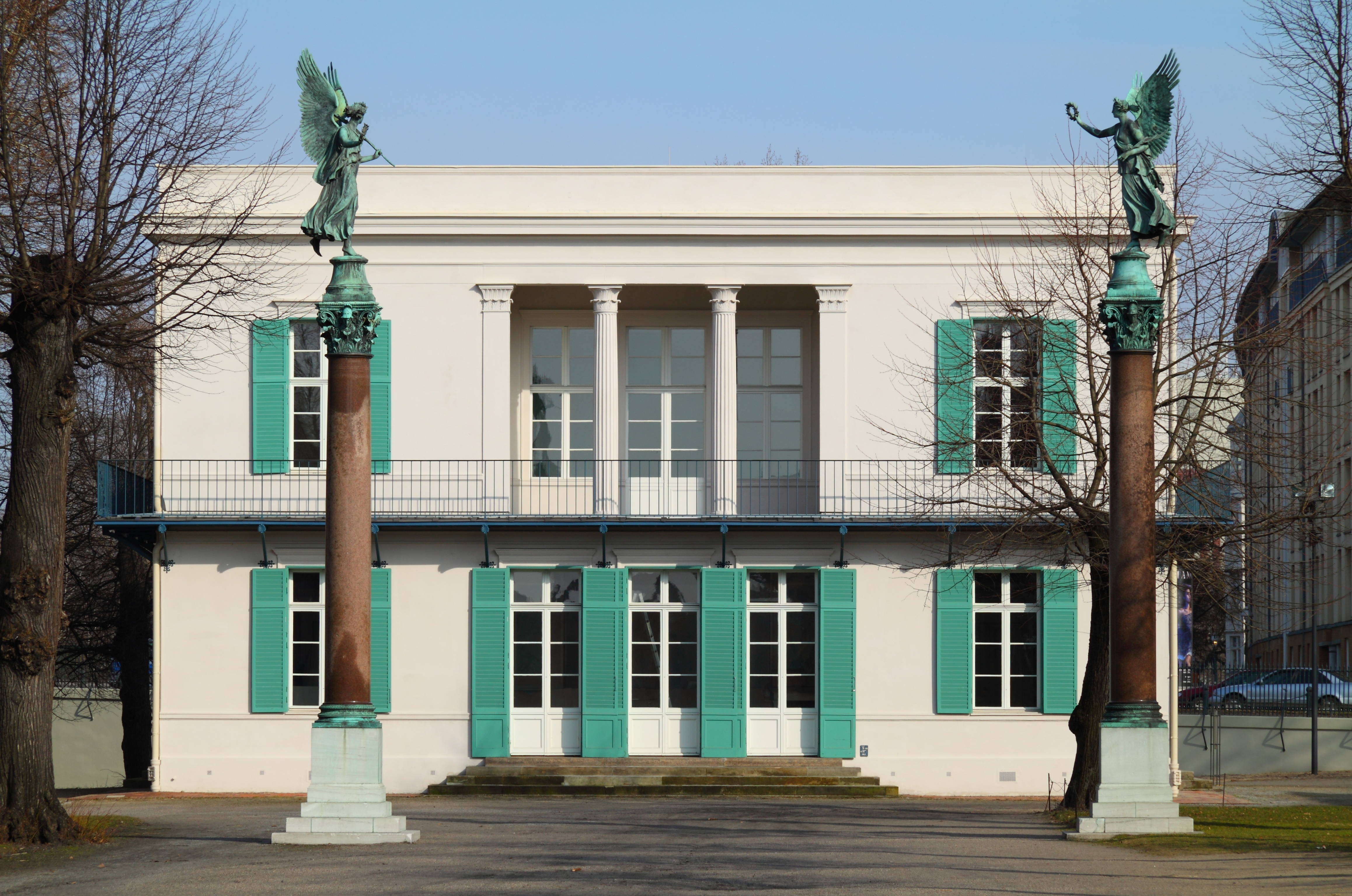
Новый Павильон (Павильон Шинкеля). Шарлоттенбург, Берлин. 1824—1825. Статуи "Побед". К. Д. Раух. 1839
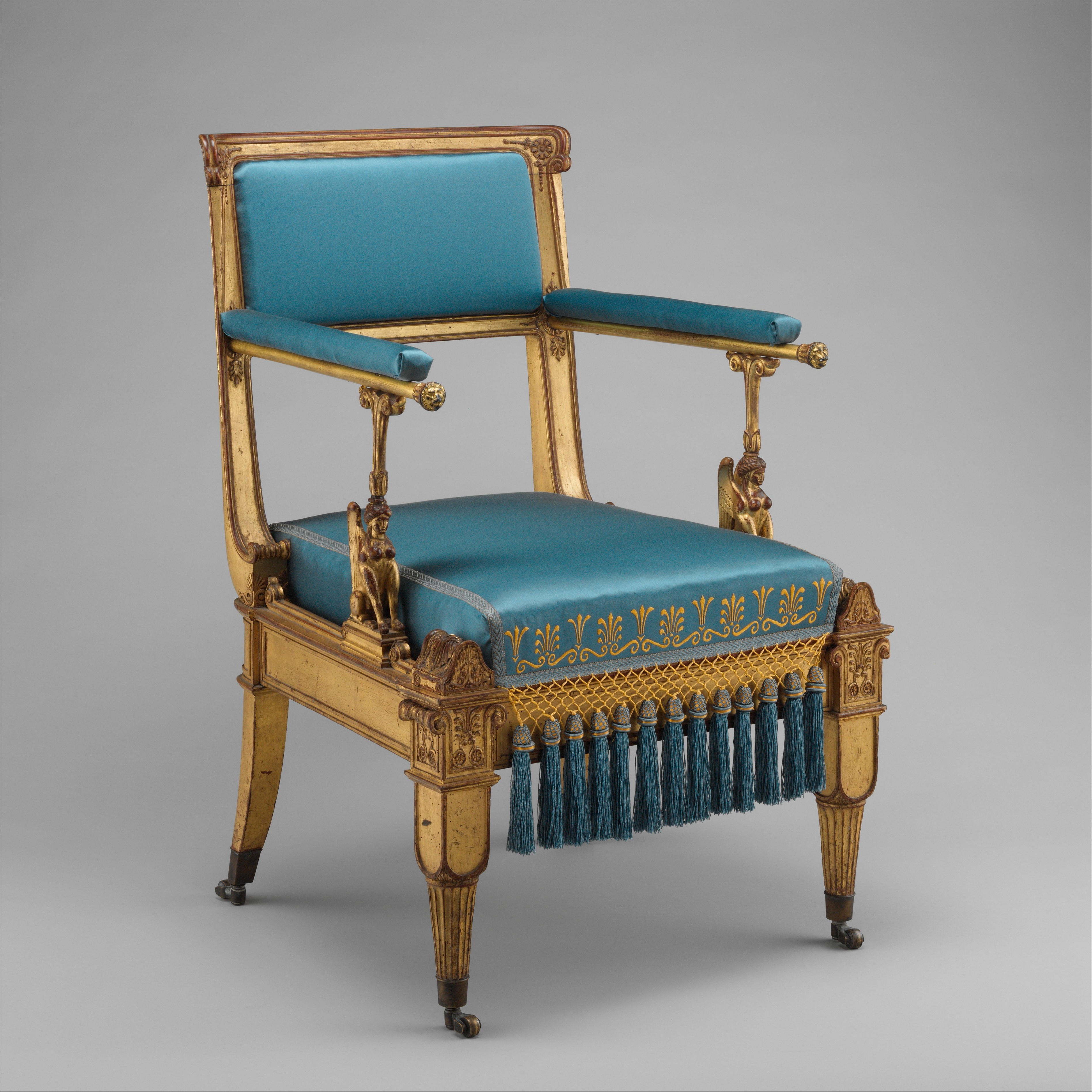
Кресло по рисунку К. Ф. Шинкеля. Ок. 1828 г.
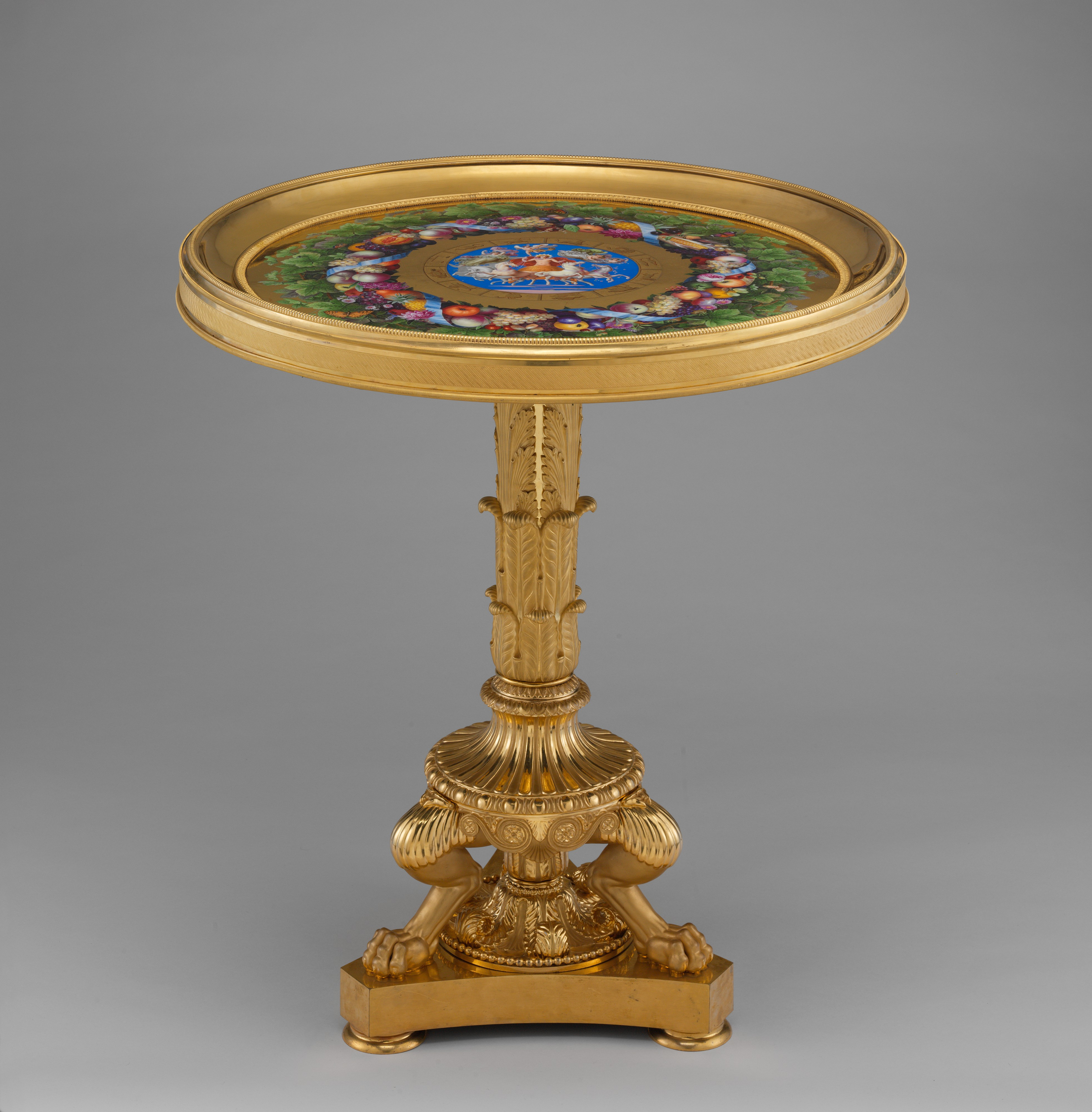
Столик. Столешница Берлинской фарфоровой мануфактуры. 1833

Своим творчеством Карл Фридрих Шинкель оказал влияние на многих художников, в том числе на своего соученика по мастерской Жилли, архитектора Лео фон Кленце, английского архитектора Роберта Смёрка. Шинкель работал над учебником архитектуры (Das Architektonische Lehrbuch). С 1840 года его рисунки, путевые наброски, акварели и архитектурные проекты издавались в гравюрах в 28 томах. «Многие из них полны истинной поэзии, необычайной, хотя и мрачной, фантазии, и представляют собой яркое воплощение немецкого романтизма».

## Карл Фридрих Шинкель и Россия
Общая атмосфера романтизма и национально-романтические течения в искусстве разных стран в первой трети XIX века, а также тесные связи берлинского и российского императорских домов, объясняют распространение художественных идей и форм прусского эллинизма в России. Для берлинцев знаменательными событиями были бракосочетание в 1817 году российского великого князя Николая Павловича (будущего императора Николая I) и дочери прусского императора Фредерики Луизы Шарлотты (в православии Александры Фёдоровны). В 1829 году император Николай I с супругой посетили Берлин. В честь их приезда устроили праздник в Потсдаме в форме рыцарского турнира, который приурочили к дню рождения Шарлотты — 13 июля. Праздник назвали «Волшебство Белой Розы». Главным художником-декоратором праздника был К. Ф. Шинкель.
По возвращении в Россию император подарил супруге парк в Петергофе, названный её именем —Александрией. Близ парка, в Знаменке, на берегу Финского залива, архитектор А. И. Штакеншнейдер, испытавший влияние творчества Шинкеля, построил Ренеллу («Песочницу») — «готический домик» (1846) по образцу южно-италийской виллы в Палермо на о. Сицилия, где гостила императорская семья.
В Александрии, на склоне холма по проекту Шинкеля построили «Готическую капеллу» (1831—1834) — стилизацию под средневековую постройку, в которой соединились элементы английской и германской готики. Эти и другие постройки середины XIX века в неоготическом стиле, включая мебель мастерской братьев Гамбс, и многое другое, обобщают понятием «николаевская готика».
Чугунная ограда Аничкова моста в Санкт-Петербурге с изображениями наяд и тритонов по заказу императора Николая I скопирована с перил Дворцового моста в Берлине, построенного Шинкелем в 1824 году.

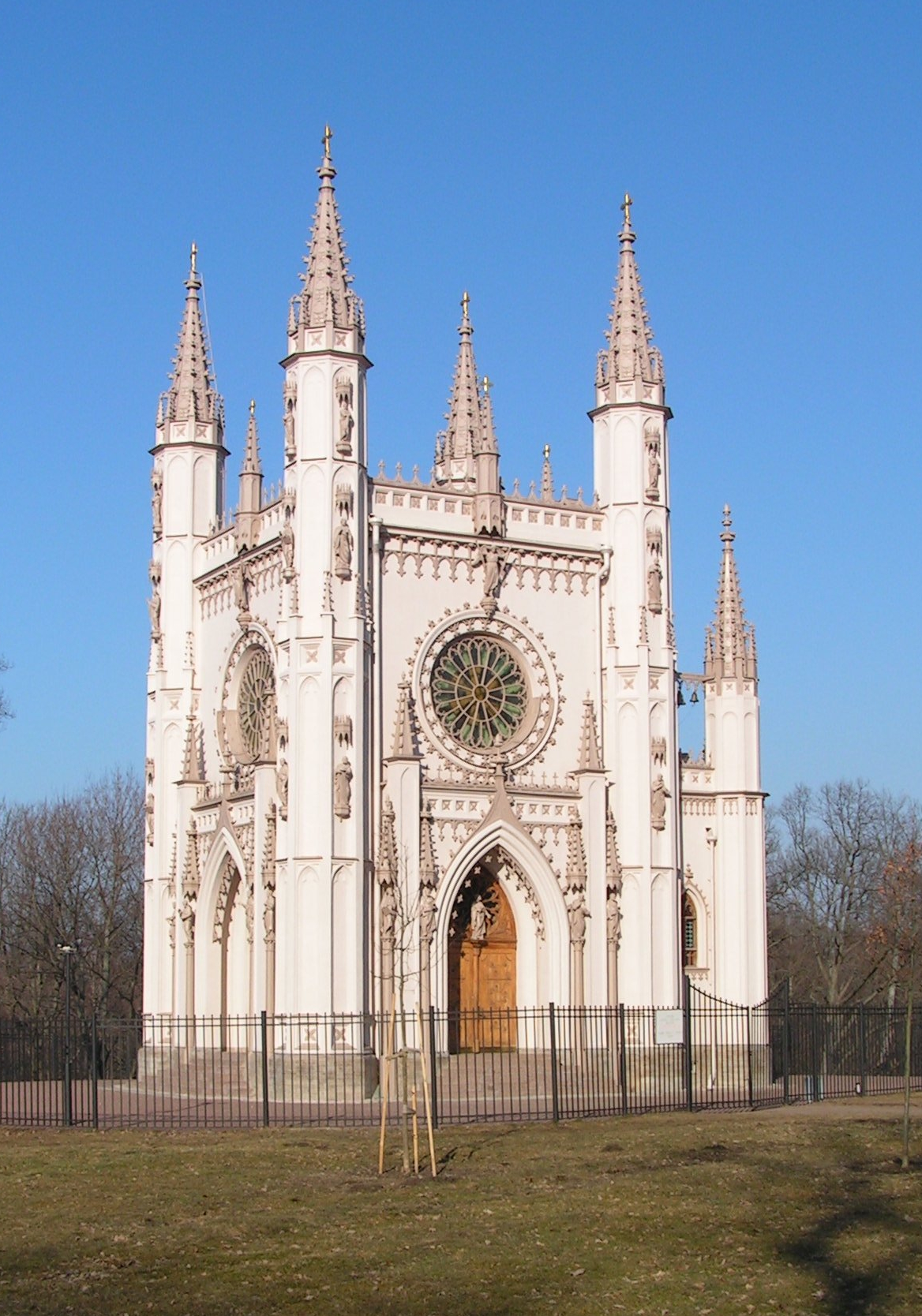
«Готическая капелла» в Петергофе. 1831—1834. Проект К. Ф. Шинкеля. Строительство А. Менеласа и И. И. Шарлеманя
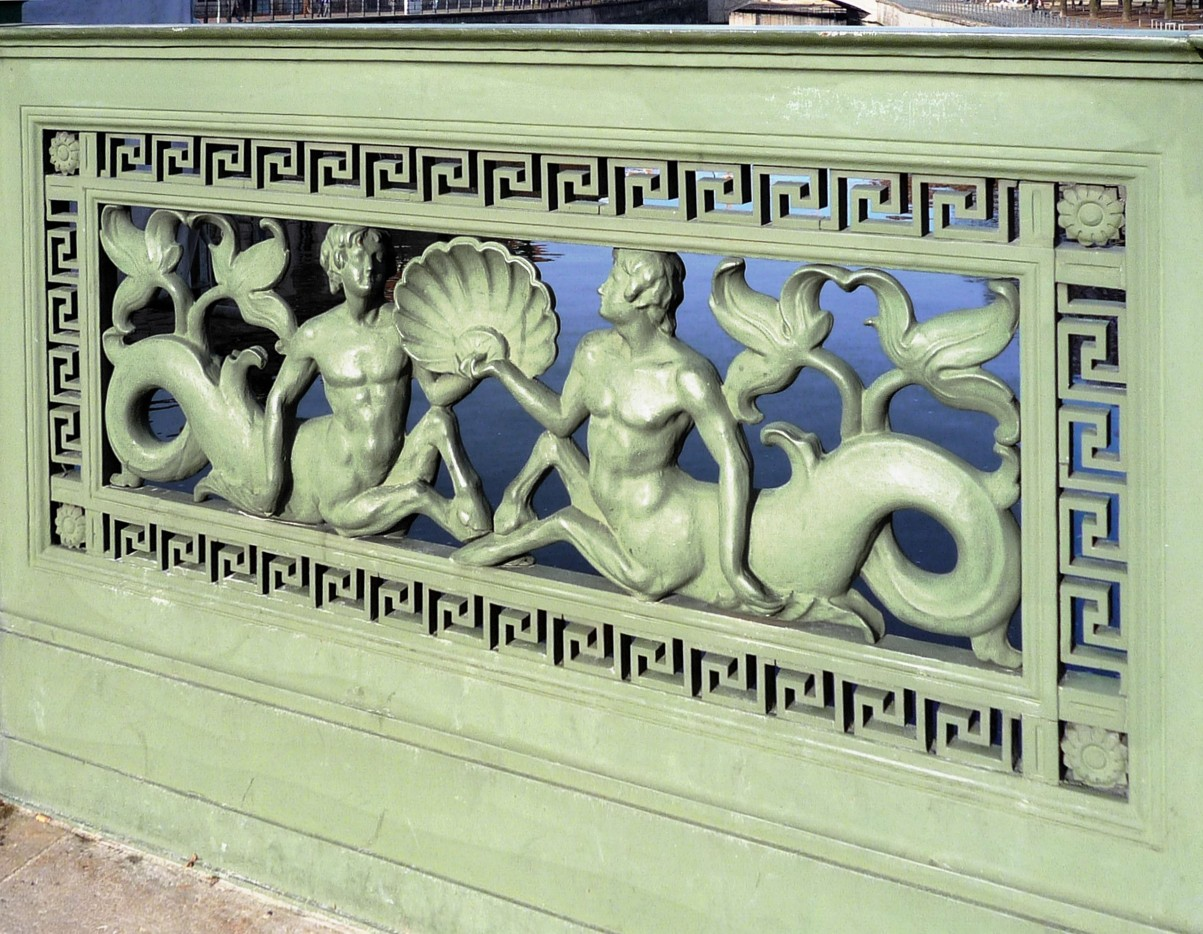
Ограда Дворцового моста в Берлине. 1821—1824. Проект К. Ф. Шинкеля
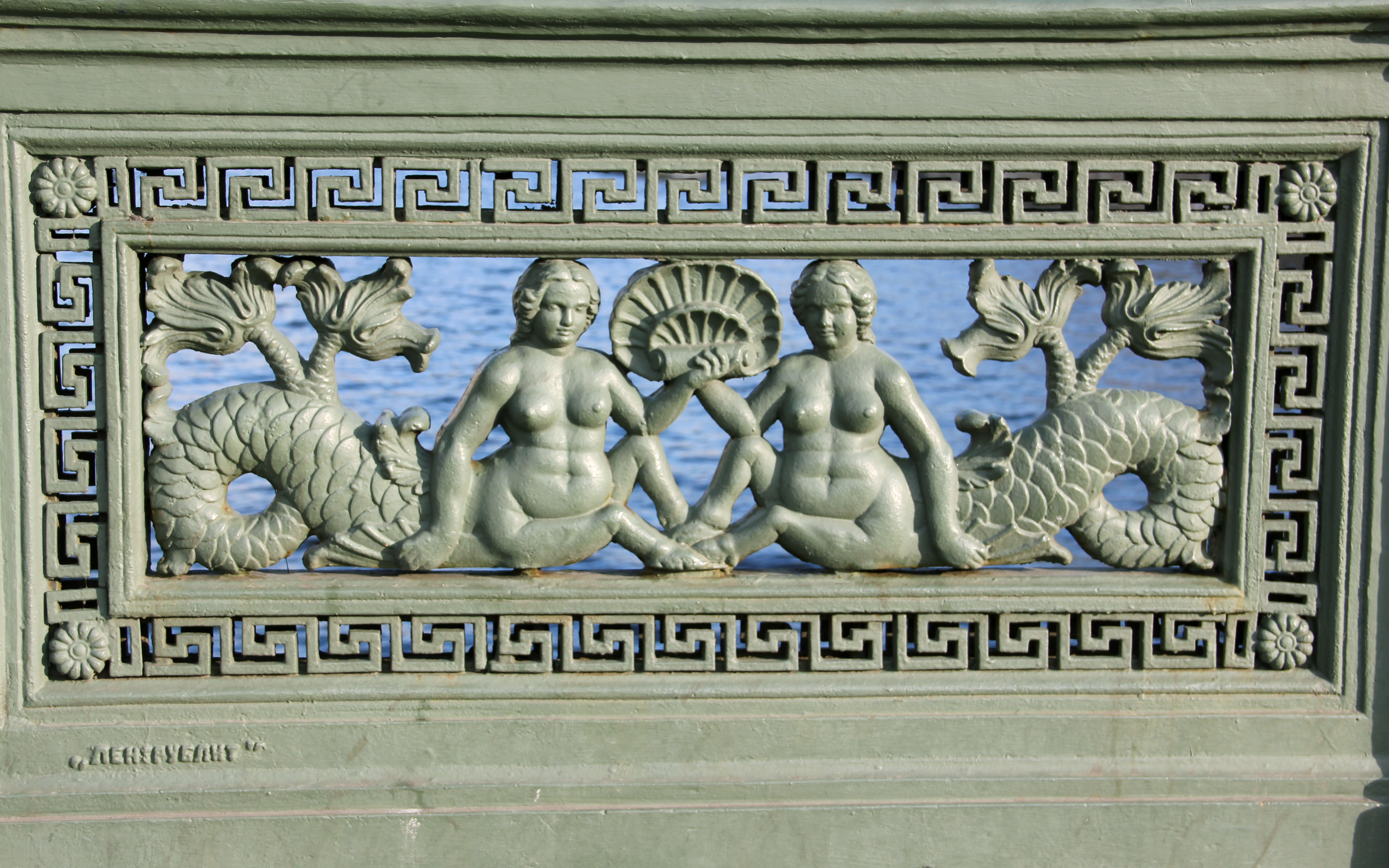
Аничков мост в Санкт-Петербурге. Чугунные перила. 1840—1841

Карл Фридрих Шинкель по заказу императрицы Александры Федоровны разрабатывал проект императорской резиденции в Ореанде (1838). Императрица хотела иметь «Южную Александрию», дворец наподобие Шарлоттенхофа в Сан-Суси, но больших размеров. Шинкель предложил возвести огромное здание — Новый Акрополь — как бы вырастающее из скалы, круто обрывающейся к морю. Внутренние помещения должны были быть отделаны в стиле помпейских вилл. Богатейшая роспись стен, скульптура из различных видов мрамора в атриуме и галереях, фонтаны, тропическая зелень внутренних двориков по замыслу зодчего должны были подчеркивать необычность и роскошь императорской резиденции. Проект оказался слишком дорогим и его отдали архитектору А. И. Штакеншнейдеру. Многие проекты Шинкеля по указанию императора и императрицы Штакеншнейдер использовал для реализации придворных заказов в Петербурге.
В 1806 году для безопасности плавания на горе Швальбенберг (ныне — гора Прохладная) у города-порта Пиллау (ныне — Балтийск) по проекту Шинкеля был установлен специальный знак, служивший более века навигационным ориентиром. Силуэт из красного камня в виде раскрытой книги был виден далеко в море. Автором проекта маяка в Пиллау, построенного в 1816 году, некоторые также считают Шинкеля. Шинкель окончательно оформил предложенный королём Фридрихом Вильгельмом III вариант военной награды за храбрость — Железного креста, которым были награждены, в частности, члены немецко-русского легиона, принимавшего участие в Освободительной войне в Германии

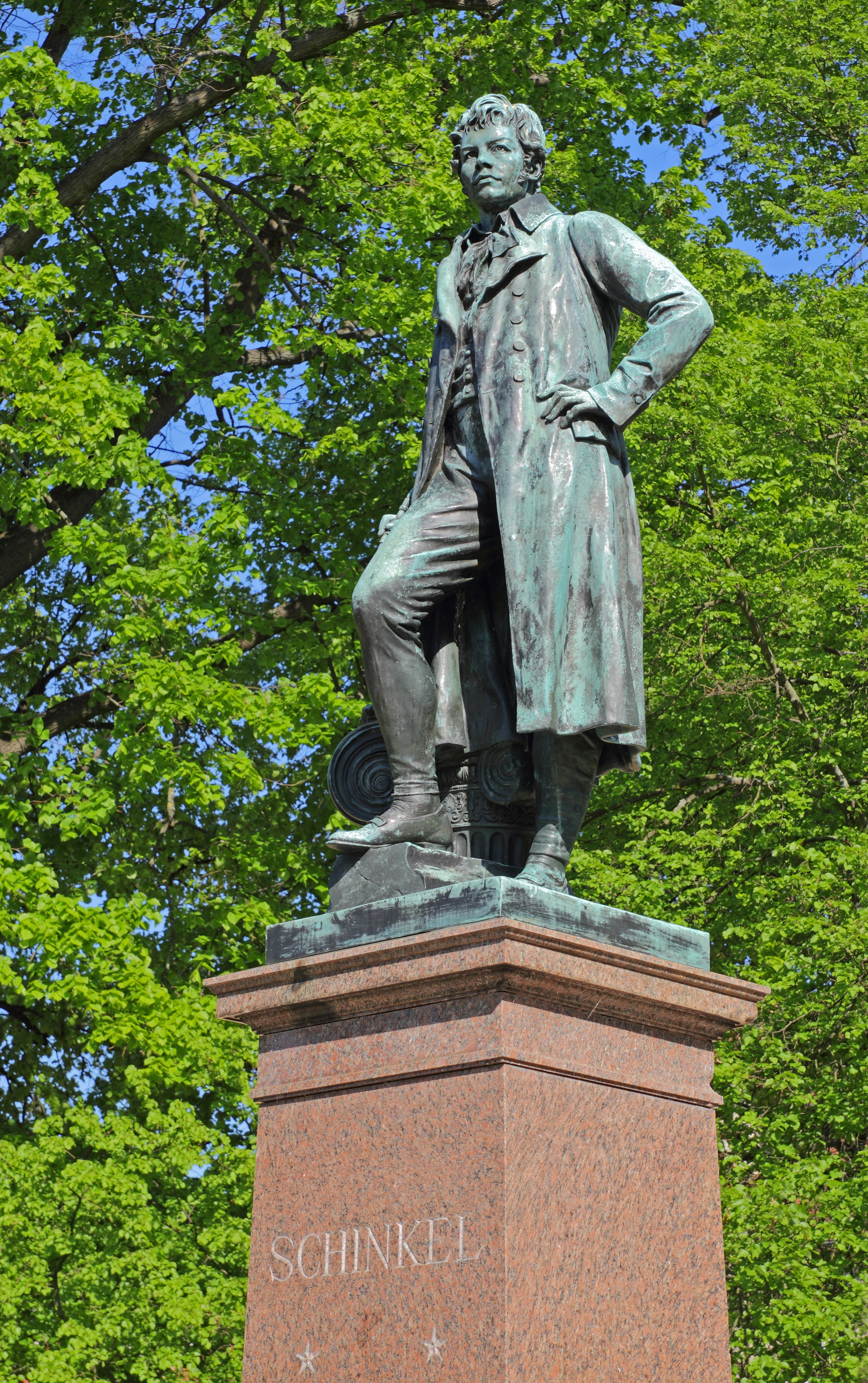
Памятник Шинкелю в Нойруппине
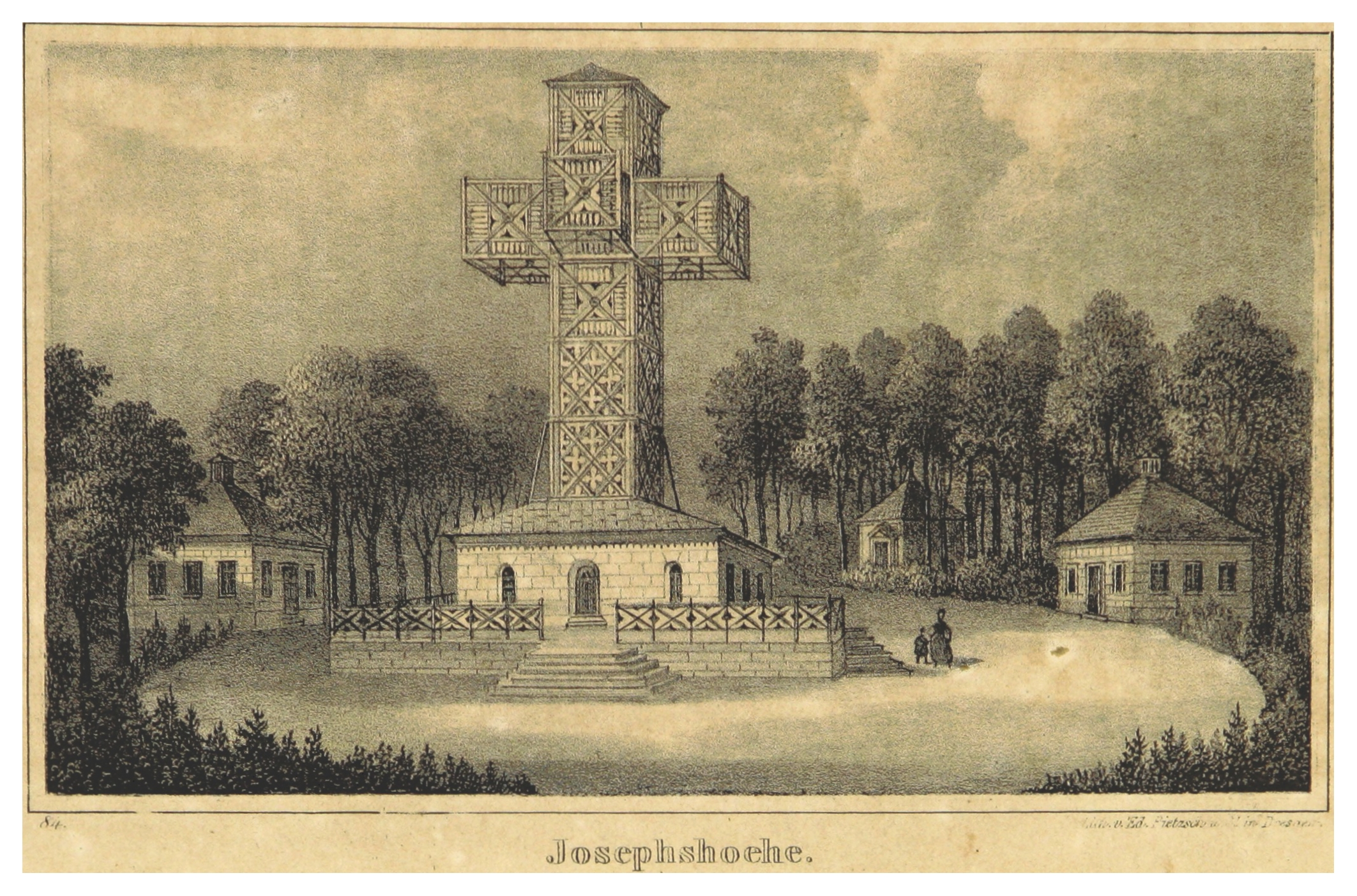
Крест Йозефа. Рисунок 1842 года. Существовал с 1833 по 1880 год
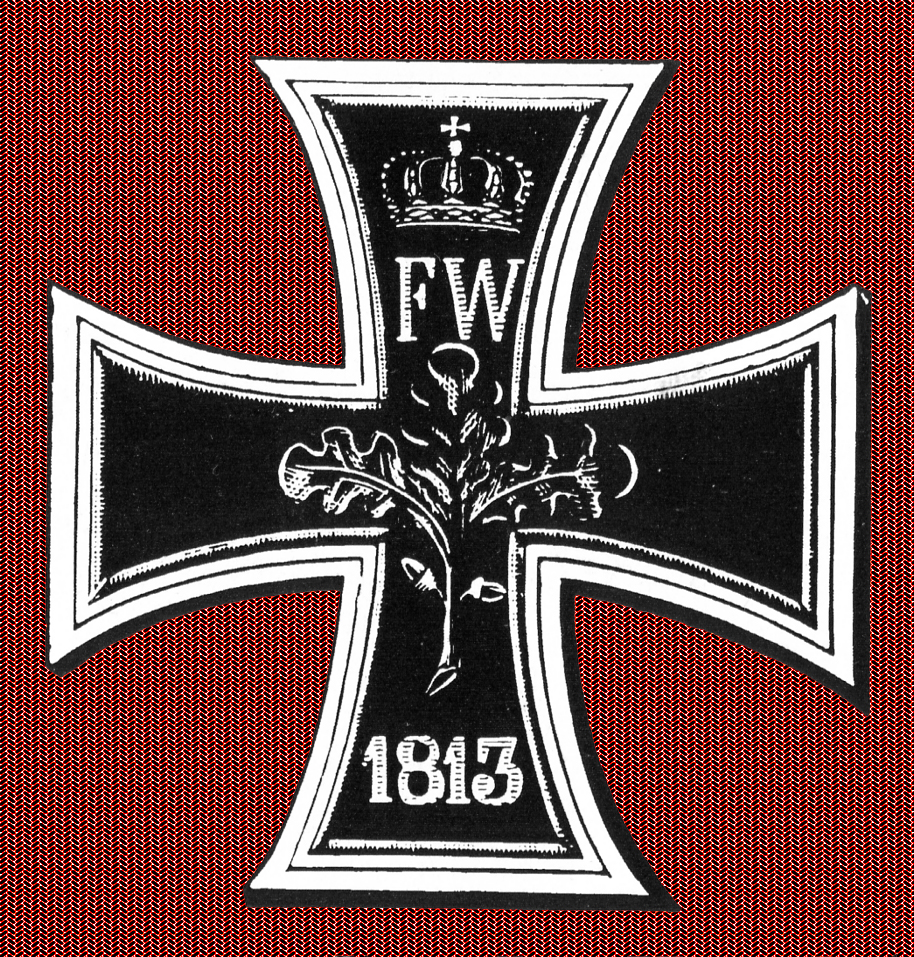
«Железный крест»
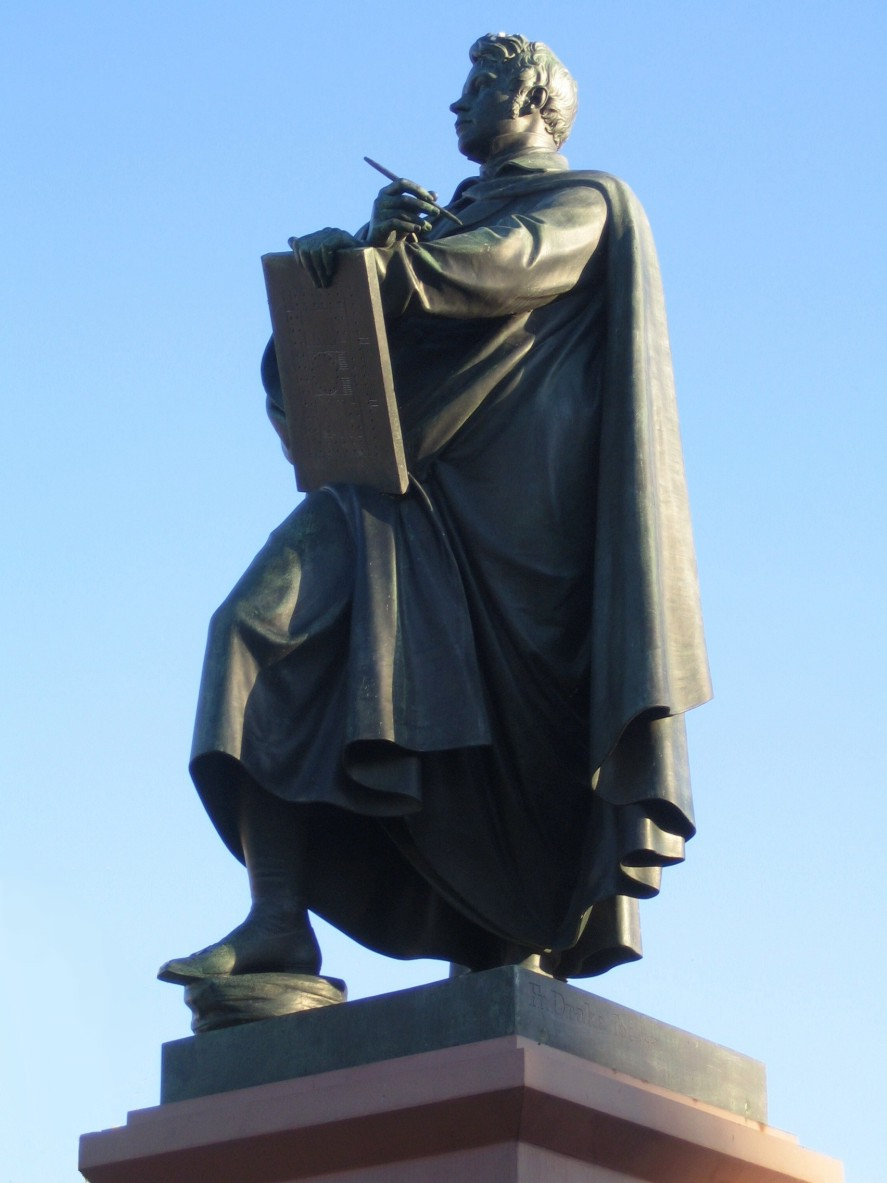
Памятник К. Ф. Шинкелю. Скульптор Ф. Дрейк. Шинкель-Плац. Берлин